# Sinsheim
Sinsheim (ⓘ, kurpfälzisch: Sinse) ist eine Mittelstadt im Nordwesten Baden-Württembergs an der Elsenz. Das 770 erstmals erwähnte Sinsheim war einst Reichsstadt und gehörte anschließend jahrhundertelang zur Kurpfalz. Es ist nach Weinheim die zweitgrößte Stadt des Rhein-Neckar-Kreises und ein Mittelzentrum in der Metropolregion Rhein-Neckar. Seit 1. Januar 1973 ist Sinsheim Große Kreisstadt. Mit den Gemeinden Angelbachtal und Zuzenhausen hat die Stadt Sinsheim eine Verwaltungsgemeinschaft vereinbart. Bis zur Kreisreform 1973 war Sinsheim Sitz des gleichnamigen Landkreises mit dem Kfz-Kennzeichen SNH.
Sinsheim ist bekannt durch das Technik-Museum Sinsheim, die Badewelt Sinsheim und die Messe Sinsheim sowie die sportlichen Erfolge der TSG 1899 Hoffenheim und deren PreZero Arena.

## Geographie

### Lage
Sinsheim liegt im Herzen des Kraichgaus zwischen Heidelberg und Heilbronn und grenzt an die südlichen Ausläufer des vorderen Odenwalds. Durch die Stadt fließt die Elsenz, ein kleiner linker Nebenfluss des Neckars, der bei Neckargemünd mündet. Bei Neckargemünd ist die Elsenz auf einer Strecke von rund 250 m für kleine Wasserfahrzeuge befahrbar.

### Nachbargemeinden
Folgende Kommunen sind Anrainer (diese werden im Uhrzeigersinn beginnend im Osten genannt):
Bad Rappenau, Kirchardt, Ittlingen und Eppingen (alle Landkreis Heilbronn), Östringen (Landkreis Karlsruhe) sowie Angelbachtal, Mühlhausen (Kraichgau), Dielheim, Zuzenhausen, Waibstadt und Neckarbischofsheim (alle Rhein-Neckar-Kreis).

### Stadtgliederung
Das Stadtgebiet gliedert sich in die Kernstadt2 und die zwölf im Rahmen der Gebietsreform in Baden-Württemberg zwischen 1971 und 1973 eingemeindeten Stadtteile Adersbach2, Dühren2, Ehrstädt4, Eschelbach3, Hasselbach5, Hilsbach1, Hoffenheim2, Reihen2, Rohrbach2, Steinsfurt2, Waldangelloch3 und Weiler2 (Die hochgestellten Zahlen verweisen auf die Telefonvorwahlnummern, vgl. Infobox weiter oben).
Zum Stadtteil Adersbach gehört das Gehöft Rauhof. Zum Stadtteil Dühren gehört das Haus Dührener Mühle. Zum Stadtteil Ehrstädt gehören das Gehöft Eulenhof, Schloss und Haus Neuhaus und die Häuser Mühle und Jägerhaus. Zum Stadtteil Hilsbach gehören das Gehöft Junghof und die Häuser Eichmühle und Mettelmühle. Zum Stadtteil Hoffenheim gehören der Weiler Neufeldsiedlung (früher Siedlung am Balzfelderwald) und die Häuser Am Krähenberg und Mühle Kolb. Zur Kernstadt Sinsheim gehören der Weiler Immelhäuser Hof, das Gehöft Frankenhof und die Häuser Walkmühle. Zum Stadtteil Weiler gehören der Ort Hammerau und die Höfe Birkenauerhof und Buchenauerhof (Ziegelhof). Im Stadtteil Dühren liegen die Wüstungen Windhusen und das 827 genannte, abgegangene Mustrichesheim, das nicht genau lokalisiert ist und möglicherweise in der Gemarkung Sinsheim liegt. Im Stadtteil Eschelbach liegt die Wüstung Schlupferstadt und im Stadtteil Waldangelloch das abgegangene, nicht lokalisierte Studernheim.

### Raumplanung
Sinsheim bildet ein Mittelzentrum im Bereich des Oberzentrums Heidelberg. Zum Mittelbereich Sinsheim gehören neben der Stadt Sinsheim noch die Städte und Gemeinden Angelbachtal, Epfenbach, Eschelbronn, Helmstadt-Bargen, Lobbach, Mauer, Meckesheim, Neckarbischofsheim, Neidenstein, Reichartshausen, Spechbach, Waibstadt und Zuzenhausen des Rhein-Neckar-Kreises.

## Geschichte

### Frühgeschichte
Der spektakulärste und älteste Fund aus der Umgebung datiert etwa 600.000 Jahre vor unserer Zeit. In einer Sandgrube bei Mauer zwischen Sinsheim und Heidelberg wurde 1907 der Unterkiefer von Mauer gefunden, das bis heute älteste Fossil eines Vertreters der Gattung Homo in Deutschland. In der Entwicklungsgeschichte der Erde bildete sich der Kraichgau über die Jahrtausende zu einer Hügellandschaft aus, die gleichermaßen fruchtbare Flussauen als auch schwer zugängliche Rückzugsgebiete bot, wodurch die Region für die Ansiedelung früher Kulturen wie geschaffen war.
Erste Besiedlungsspuren auf dem Gebiet der heutigen Gemarkung Sinsheim stammen aus der Jungsteinzeit und der Bronzezeit. Insgesamt konnten bis heute 26 Hügelgräber aus dem zweiten und dritten vorchristlichen Jahrhundert in und um Sinsheim gefunden werden, daneben steinzeitliche Urnenfelder sowie Steinbeile, Lanzenspitzen und zahlreiche weitere Funde.
Im Ortsteil Dühren bestand um 400 v. Chr. ein keltischer Ringwall, daneben sind noch weitere keltische Funde in Sinsheim bekannt, darunter das „Fürstinnengrab“ mit reichen Grabbeigaben.

### Römerzeit

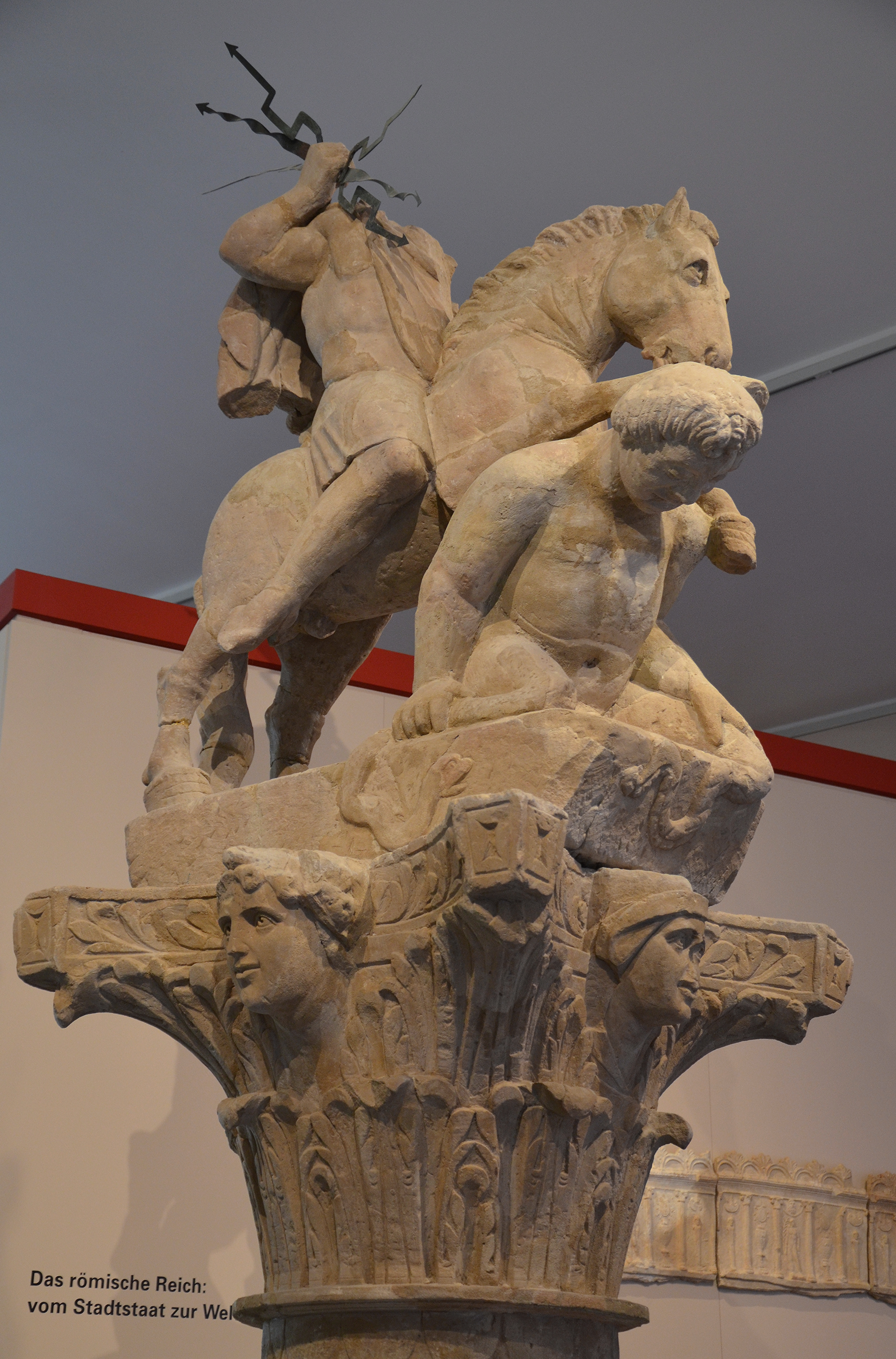
Jupitergigantensäule, die in Sinsheim-Steinsfurt gefunden wurde.

Mit der Niederschlagung des Bataveraufstandes im Jahre 70 begannen die Römer ihren Machtbereich um einige Kilometer östlich des Rheins auszuweiten. Wahrscheinlich kam die Gegend um Sinsheim zu diesem Zeitpunkt unter römische Kontrolle. Spätestens im Jahre 98, mit der Vorverlegung der Reichsgrenze an Odenwald und Neckar (siehe Neckar-Odenwald-Limes) unter Kaiser Trajan, wurde der Raum Teil des Römischen Reichs. Das heutige Sinsheim liegt inmitten des damals neu besetzten Gebietes, des so genannten Dekumatlandes (agri decumates). Ein römischer Viergötterstein, der in Sinsheim gefunden wurde, benennt eine Siedlung Saliobriga. Von den Römern zeugen auch die Fundamente römischer Gutshäuser auf der Gemarkung Sinsheim sowie die größte jemals in Süddeutschland gefundene Jupitergigantensäule, die im heutigen Ortsteil Steinsfurt geborgen werden konnte.
Mit dem Zerfall des Neckarlimes und dem Abzug der Römer 259/260 („Limesfall“) drangen Germanen (Alamannen) auf das Gebiet des heutigen Sinsheim vor. Bereits aus dem dritten Jahrhundert n. Chr. sind alamannische Siedlungsspuren bekannt. Um das Jahr 500 kam das Gebiet von Sinsheim zum Frankenreich und bereits um das Jahr 550 datieren die ältesten fränkischen Siedlungsspuren im Bereich der heutigen Kernstadt.
Die Besiedlung von Sinsheim war durch den Lauf der Elsenz und die alte Fernverkehrsstraße von Magdeburg über Leipzig nach Würzburg und Basel begründet, die in dieser Gegend von Heilbronn kommend über Steinsfurt nach Sinsheim führt.

### Erste schriftliche Erwähnung 770

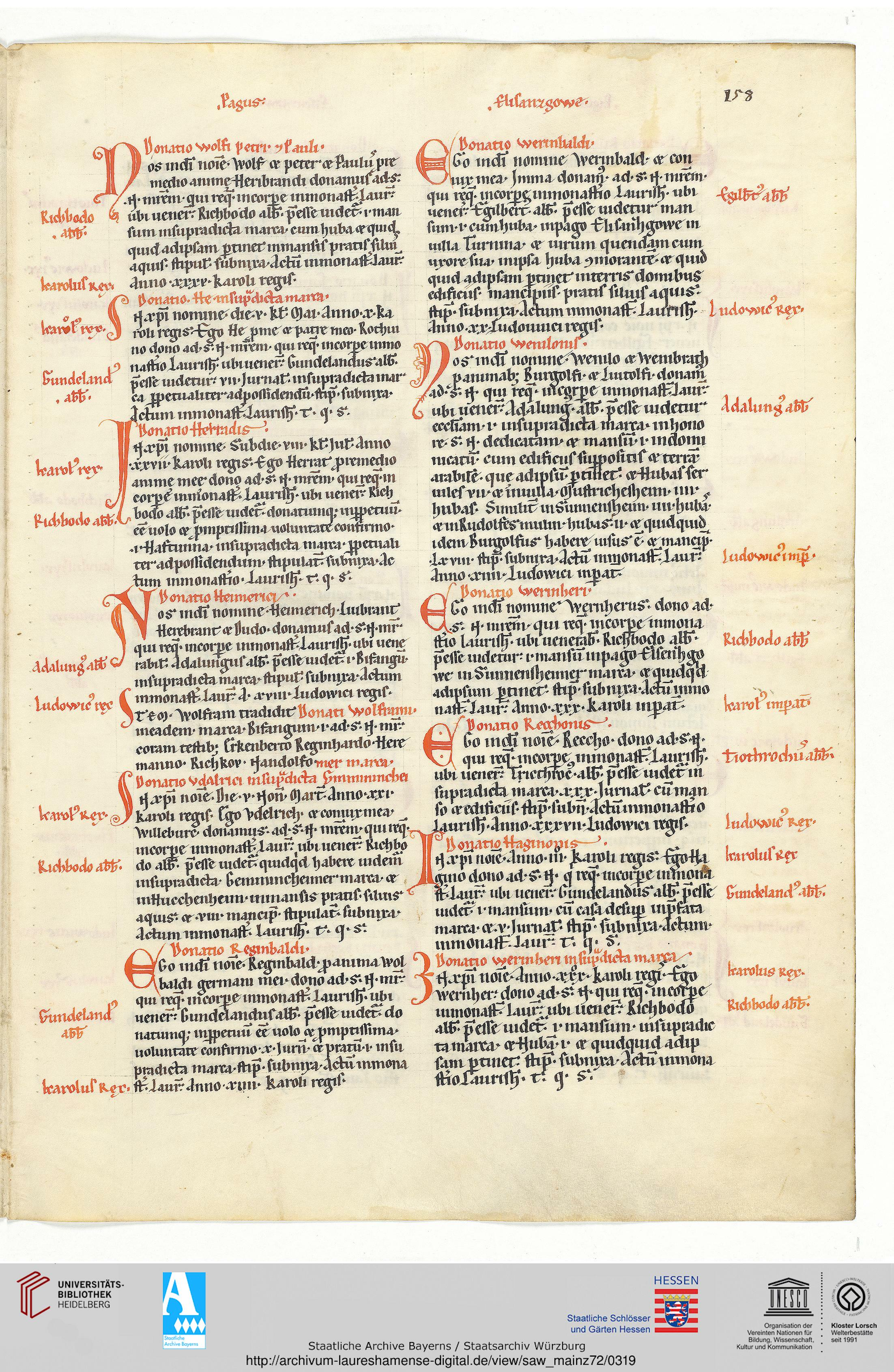
Erste Erwähnung des historischen Sinsheims im Lorscher Kodex

Im Lorscher Codex wird Sinsheim 770 erstmals urkundlich erwähnt. Damals hat ein Mann (seines Namens Hagino) dem Kloster Lorsch eine Hufe in „Sunnisheim“ übereignet. Ein großer Friedhof aus der Frankenzeit gibt Aufschluss über diese Zeit. Der Ort hatte als Mittelpunkt des Elsenzgaues bereits früh Bedeutung, ein Gaugrafengeschlecht hatte hier vermutlich seinen Sitz. Um 908 soll Konrad von Hessen in Sinsheim eine Burg erbaut und den Ort mit einer Mauer befestigt haben.

### Klostergründung um das Jahr 1000
Gaugraf Otto von Kärnten (ca. 948–1004) ließ auf dem Michaelsberg das Stift Sinsheim und eine Kirche erbauen, die zunächst dem Bistum Worms unterstanden. Nach dem Tode Ottos überließen 1024 die in Rheinfranken herrschenden Salier den Kraichgau und die umliegenden Ländereien dem Grafen Wolfram aus der Familie der Zeisolf-Wolframe als Lehen. Gaugraf Zeisolf erhielt 1064 von Heinrich IV. das Marktrecht in Sinsheim, 1067 auch das Münzrecht. Zeisolfs Bruder Johannes, der Speyrer Bischof wurde, ertauschte von Worms das Sinsheimer Augustinerkloster und weihte es 1100 im Beisein von Heinrich IV. zu einem Benediktinerkloster um. Aus diesem Anlass wurden dem Kloster auch größere Ländereien, darunter der heutige Stadtteil Steinsfurt, zugeschlagen. Das Kloster blieb lange bedeutender als der Marktort, auch noch nachdem die Abtei 1108 verschiedene Rechte am Ort an König Heinrich V. abgetreten hatte.

### Stadtrecht und Reichsstadt
1192 verlieh Kaiser Heinrich VI. dem Ort städtische Rechte. Aus einer 1234 von Kaiser Friedrich II. in Apricena ausgestellten Urkunde lässt sich ableiten, dass Sunnesheim vor 1220 an Markgraf Hermann V. von Baden als Pfandgut übergeben wurde und zu diesem Zeitpunkt bereits zur Stadt (civitas) erhoben war. Aus dem Jahr 1300 ist das älteste Stadtsiegel überliefert. Der Stadtname lautete inzwischen „Sunnensheim“.
Im Laufe des 12. und 13. Jahrhunderts wurden die Herren von Laufen Grafen in Kraichgau und Elsenzgau, anschließend wurde Sinsheim mehrfach verpfändet und hatte häufig wechselnde Herren. Zudem bestanden mit benachbarten Dörfern territoriale Verbünde. Es regierten die Markgrafen von Baden, die Herren von Gemmingen und die Herren von Hirschhorn.
In der Südwestecke der Altstadt von Sinsheim, innerhalb der ehemaligen Stadtmauer, befand sich die Burg Sinsheim.

### Zugehörigkeit zur Kurpfalz ab 1329
Bevor Sinsheim 1329 an die Kurpfalz fiel, gehörte der Ort zu den Reichsstädten. Ab 1362 wurde Sinsheim dem kurpfälzischen Oberamt Mosbach unterstellt. 1410 fiel die Stadt an Pfalzgraf Otto I. von Pfalz-Mosbach, der ab 1440 auch Ansprüche auf das Nachbardorf Reihen erhob und dieses 1472 erwarb. Nach dem Tod des letzten Mosbachers 1499 ging Sinsheim an die Hauptlinie der Pfalzgrafen zurück. Umliegende Dörfer unterstanden zumeist den im Ritterkanton Kraichgau zusammengeschlossenen Adeligen. Pfalzgraf Philipp der Aufrichtige versetzte Sinsheim 1506 auf Wiederkauf an Orendel von Gemmingen. Der Wiederkauf erfolgte bis spätestens 1524.
1496 wurde das Sinsheimer Benediktinerkloster unter Abt Michael von Angelloch zu einem weltlichen Ritterstift umgewandelt. Im Bauernkrieg wurde Sinsheim 1525 von rund 1200 bewaffneten Bauern bedrängt, die nach der Öffnung der Stadttore unter Anführung des früheren Eppinger Pfarrers Anton Eisenhut das Ritterstift erstürmten und zahlreiche Zerstörungen hinterließen. Der Zorn der Bauern richtete sich gegen die im Stift lebenden Söhne der Grundherren des Elsenz- und Kraichgaus. Viele Adlige aus dem Kraichgau schlossen sich in den Folgejahren den Thesen Luthers an. Das Ritterstift in Sinsheim wurde von 1528 bis 1533 wieder instand gesetzt. 1557 bekannte sich Kurfürst Ottheinrich zur Augsburger Konfession, sein Nachfolger Friedrich III. vollzog dann die Reformation in der gesamten Kurpfalz. 1565 ließ Friedrich III. den Chor des Ritterstifts öffnen und katholisches Inventar verbrennen. Da das Stiftskapitel weiterhin die Annahme der Reformation verweigerte, hob Friedrich das Stift am 5. Juli 1565 auf.
Während der Zeit des Dreißigjährigen Krieges wurde Sinsheim mehrmals von marodierenden Truppen heimgesucht und unter der Bevölkerung herrschte Armut und Elend. Einige verlustreiche Schlachten fanden im Umland statt, zum Beispiel die Schlacht bei Mingolsheim und die Schlacht bei Wimpfen 1622, und der kaiserliche Feldherr Tilly verwüstete auch Sinsheim. Nach Tilly zogen die Schweden ein, anschließend kroatische Reiter, danach Franzosen. Im heutigen Ortsteil Reihen reduzierte sich die Bevölkerung von 300 zu Beginn auf 14 Personen zum Ende des Krieges. Ähnlich verlustreich ging es auch in Sinsheim selbst zu. In den Wirren des Krieges scheiterte auch ein letzter Versuch, das Sinsheimer Kloster neu zu gründen.

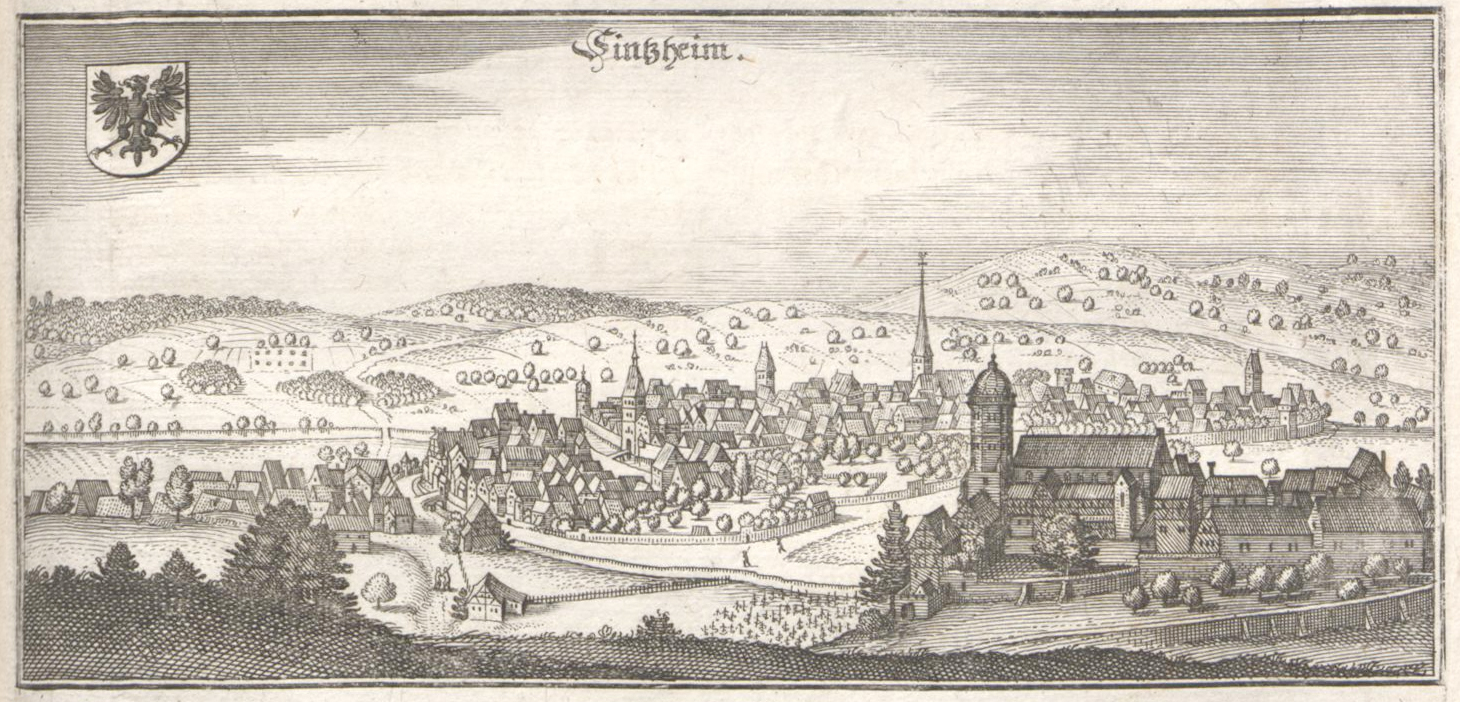
Ansicht auf Sinsheim, Kupferstich von 1645

Nach dem Westfälischen Frieden 1648 kehrte kein Frieden in der Stadt ein. Die nahe Festung Philippsburg war während der nachfolgenden Franzosenkriege Ausgangspunkt und Ziel vieler Truppen, die oft ihren Weg durch Sinsheim nahmen. 1674 trafen in der Schlacht bei Sinsheim 20.000 Soldaten aufeinander, der französische Marschall Turenne schlug die deutschen kaiserlichen Truppen empfindlich und plünderte die Stadt. 1689 brannten Truppen Ludwigs XIV. unter General Mélac die Stadt komplett nieder.
Im Jahr 1716 wurde das Franziskanerkloster Sinsheim gegründet.

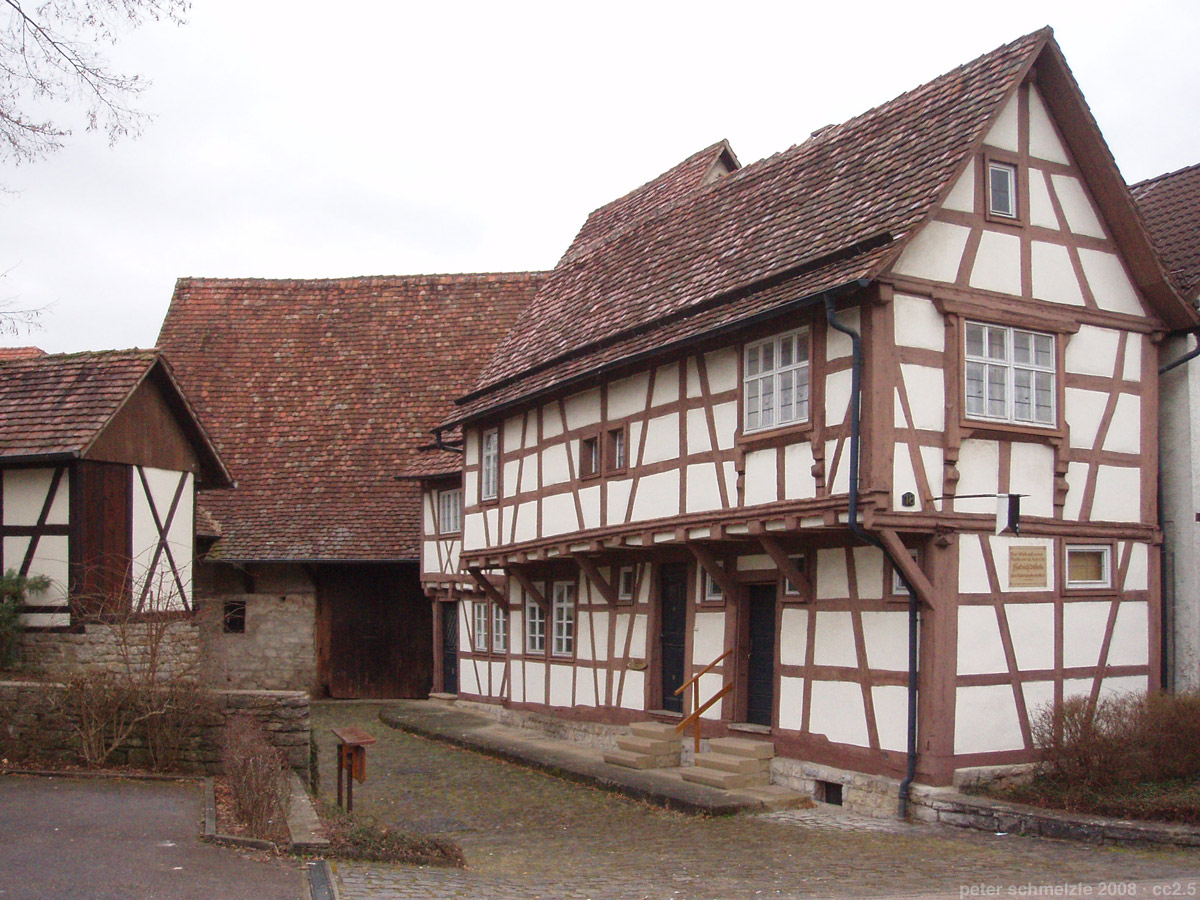
Im „Lerchennest“ versuchte Kronprinz Friedrich 1730, seinem Vater zu entfliehen

In dem kleinen bäuerlichen Anwesen „Lerchennest“ in Steinsfurt versuchte im August 1730 der Kronprinz Friedrich von Preußen (Friedrich der Große), seinem Vater und der Verantwortung des preußischen Hofes zu entfliehen. Die Flucht wurde allerdings vereitelt und der Kronprinz in der Festung Küstrin inhaftiert.
Ab der Mitte des 18. Jahrhunderts erfuhr Sinsheim Wiederaufbau und bescheidenes Wachstum, sodass Johann Wolfgang von Goethe 1797 über die Stadt in seinem Tagebuch Zur Reise in die Schweiz schrieb: „Sinsheim hat das Ansehen eines nach der Landesart heiteren Landstädtchens.“

### Badische Amtsstadt im 19. Jahrhundert
Mit dem Ende der Kurpfalz 1803 wurde Sinsheim kurzzeitig dem neugebildeten Fürstentum Leiningen zugeschlagen, um dann 1806 dem neu gegründeten Großherzogtum Baden als Amtsstadt zuzufallen. Die Verwaltung des Bezirksamts war zunächst im 1712 neu errichteten Rathaus untergebracht, bevor 1840 ein großherzogliches Bezirksamtsgebäude bezogen werden konnte.
Ab 1819 war Karl Wilhelmi Pfarrer in Sinsheim. Im Januar 1820 fand hier eine erste Synode statt, die die Union von 1821 vorbereitete. In dieser wurden die reformierte und die lutherische Kirche zur badischen Landeskirche vereinigt. Wilhelmi hatte als Sekretär wesentlichen Einfluss auf die Ergebnisse. 1830 gründete er die Sinsheimer „Gesellschaft zur Erforschung der vaterländischen Denkmale der Vorzeit“, die die vorzeitlichen Bodendenkmäler sicherte und erforschte.
Im September 1840 fand ein Manöver des VIII. Deutschen Armeekorps statt, dessen Hauptquartier sich von 14. bis 16. September in Sinsheim befand. Aus diesem Anlass weilten zahlreiche bedeutende Persönlichkeiten in der Stadt, darunter der badische Großherzog Leopold, der König und Kronprinz von Württemberg, der Erbgroßherzog und der Prinz von Hessen, Prinz Wilhelm I. von Preußen (der spätere deutsche Kaiser) sowie hohe Militärs aus Russland, Österreich, Dänemark, den Niederlanden, der Schweiz und verschiedenen altdeutschen Teilstaaten.
Während der Badischen Revolution 1848 kam es auch in Sinsheim zu Aufständen demokratischer Bürger und Handwerker. Die Revolutionäre Karl Bauer, Eduard Speiser und Müller Rau herrschten ab April 1848 im Sinsheimer Rathaus und riefen dort die demokratische Republik aus, anschließend zogen sie mit 250 bewaffneten Freischärlern nach Heidelberg, um dort dem Revolutionär Friedrich Hecker beizustehen. Zu den Sinsheimer Revolutionären zählte auch der Apotheker Gustav Mayer, der 1849 zeitweilig Civilkommissär des Ortes wurde.
Die Niederschlagung des Heckeraufstandes intensivierte in ganz Baden die ohnehin aufgrund der vorherrschenden Armut begonnene Auswanderungswelle in die Vereinigten Staaten, wo viele Badener als so genannte Forty-Eighters in der Nordstaatenarmee kämpften oder sich anderweitig demokratisch engagierten. Der gebürtige Sinsheimer Franz Sigel erreichte im Sezessionskrieg den Generalsrang. Aus Amerika kamen dagegen in den 1870er-Jahren die Reblaus und andere Weinberg-Schädlinge, so dass der seit dem 16. Jahrhundert in und um Sinsheim betriebene Weinbau binnen weniger Jahre praktisch zum Erliegen kam. Viele Weinberge wurden zu Äckern oder Wiesen.
1864 wurde das Bezirksamt Sinsheim um das Gebiet des aufgelösten Bezirksamtes Neckarbischofsheim vergrößert. 1868/69 wurde die Eisenbahnstrecke Meckesheim–Jagstfeld über Sinsheim gebaut. Der Bau der Eisenbahn und der Wirtschaftsboom der Gründerzeit brachte wirtschaftlichen Aufschwung, die zum Bau der Trassen benötigten Steinbrüche boten Arbeit für viele Männer. 1900 wurde die Bahnstrecke Steinsfurt–Eppingen als Querverbindung zwischen der Elsenztalbahn und der Kraichgaubahn eröffnet.

### Sinsheim im 20. Jahrhundert

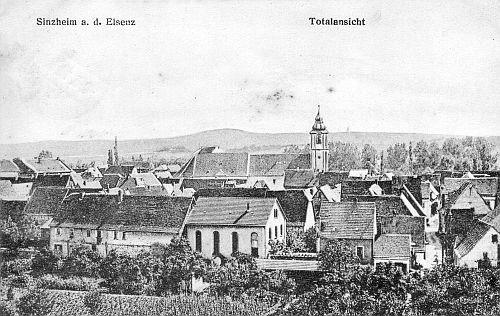
Ansichtskarte von Sinsheim, ca. 1910. In der vorderen Bildmitte ist die ehemalige Synagoge sichtbar.

Um 1910 waren die meisten heutigen Stadtteile elektrifiziert und an Wasserleitungen angeschlossen. In der Amtszeit von Bürgermeister Karl Sidler (im Amt von 1913 bis 1930) konnte trotz Inflation ein 56 Einfamilienhäuser umfassendes Wohnbauprojekt einer Baugenossenschaft in der Gartenstadt als bis dahin größtes Sinsheimer Bauprojekt bis 1928 abgeschlossen werden. Die 1929 erbaute einheitliche Volksschule wurde zu Ehren Sidlers Sidlerschule genannt. Die Wirtschaftskrise ab 1929 sorgte erneut für hohe Arbeitslosigkeit und große Armut. Es wurden Suppenküchen in der Stadt betrieben, um Erwerbslose mit dem Nötigsten zu versorgen. Dies trug auch mit zu den Wahlerfolgen der Nationalsozialisten bei, die auch in der Gemeinde ab 1933 die Macht übernahmen. Der Aufschwung der frühen 1930er-Jahre wurde mit dem Ausbruch des Zweiten Weltkriegs jäh beendet.
1924 wurde das Bezirksamt Sinsheim um das Gebiet des aufgelösten Bezirksamt Eppingen vergrößert, 1939 ging aus dem Bezirksamt der Landkreis Sinsheim hervor, wodurch Sinsheim zum Sitz eines Landratsamts wurde.
Im Gefolge der Reichspogromnacht kam es 1938 auch in Sinsheim und Umgebung zu Ausschreitungen gegen Juden und jüdische Einrichtungen. Unter dem Kommando des Sinsheimer Bürgermeisters und NSDAP-Ortsgruppenleiters Eugen Rieg wurden am 10. November in allen 53 Gemeinden des damaligen Amtsbezirks Sinsheim jüdische Einrichtungen wie Synagogen, Friedhöfe und Geschäfte zerstört, woran in der Kleinen Grabengasse 6 von Sinsheim ein Gedenkstein und auf dem Friedhof Hoffenheim eine Gedenktafel erinnern. Die letzten in Hoffenheim und anderen Ortschaften lebenden deutschen Juden wurden während der Wagner-Bürckel-Aktion am 22. Oktober 1940 von Gestapo-Beamten abgeholt, in Sammellager nach Heidelberg, Mannheim und Karlsruhe gebracht und in sieben Zügen über Belfort in das Camp de Gurs deportiert. Das Inventar wurde von SA-Angehörigen aus den Wohnungen geholt und im Saal des Gasthauses „Zum Löwen“ öffentlich versteigert.
Der Krieg war für Sinsheim mit dem Einmarsch der Amerikaner am 2. April 1945 zu Ende. Der Landkreis Sinsheim wurde von der amerikanischen Militärverwaltung direkt nach dem Krieg umgebildet.
Ab 1946 sorgte die Zuweisung von zahlreichen einzugliedernden Heimatvertriebenen und Flüchtlingen für ein starkes Bevölkerungswachstum und die damit verbundenen Eingliederungsprobleme. Sehr viel Bauland musste erschlossen werden und die Stadt dehnte sich weit über den historischen Ortskern aus. Die vormals in der Innenstadt ansässigen Bauern wurden ausgesiedelt, die Innenstadt modernisiert und Schulen und Sporteinrichtungen vergrößert oder neu errichtet. Der Abriss der historischen Bausubstanz der Altstadt und die Neubauten jener Zeit werden aber heute von vielen Bewohnern als architektonisch fragwürdig eingestuft.
Der Bau des Autobahnabschnitts der A 6 von Heilbronn nach Mannheim in den 1960er-Jahren schloss Sinsheim an internationale Verkehrswege an und brachte auch bedeutende Industrieansiedlungen mit sich. In den „Wirtschaftswunder“jahren gelangten die ersten Gastarbeiter nach Sinsheim. Diese und andere Einwanderer, vor allem aus der Türkei, prägen seither die Stadt. Im Zuge der Kreisreform zum 1. Januar 1973 wurden der Landkreis Sinsheim aufgelöst und sein Gebiet überwiegend auf den Rhein-Neckar-Kreis und den Landkreis Heilbronn aufgeteilt. Sinsheim selbst kam dabei zum Rhein-Neckar-Kreis.
Im Zuge der Gebietsreform in Baden-Württemberg wurden von 1971 bis 1973 mehrere angrenzende Gemeinden in die Stadt Sinsheim eingegliedert. Dadurch erreichte das Stadtgebiet seine heutige Ausdehnung und die Einwohnerzahl überschritt die 20.000er-Grenze. Die Stadtverwaltung stellte deshalb den Antrag auf Erhebung zur Großen Kreisstadt, was die Landesregierung von Baden-Württemberg mit Wirkung vom 1. Januar 1973 beschloss.
2008 erhielt die Stadt den von der Bundesregierung verliehenen Titel „Ort der Vielfalt“.

### Eingemeindungen
Folgende Gemeinden wurden nach Sinsheim eingegliedert:
- 1. April 1971: Dühren[12]
- 1. Juli 1971: Hilsbach, Weiler[13]
- 1. Dezember 1971: Adersbach, Ehrstädt, Hasselbach[13]
- 30. Dezember 1971: Rohrbach[13]
- 1. Juli 1972: Eschelbach, Hoffenheim, Reihen, Waldangelloch[13]
- 1. Januar 1973: Steinsfurt[13]

| Dühren   | Hilsbach   | Weiler     | Adersbach | Ehrstädt      | Hasselbach |
| Rohrbach | Eschelbach | Hoffenheim | Reihen    | Waldangelloch | Steinsfurt |
| -------- | ---------- | ---------- | --------- | ------------- | ---------- |

### Einwohnerentwicklung
Einwohnerzahlen nach dem jeweiligen Gebietsstand. Die Zahlen sind Schätzungen, Volkszählungsergebnisse (¹) oder amtliche Fortschreibungen der jeweiligen Statistischen Ämter (nur Hauptwohnsitze).
| Jahr                 | Einwohner |
| -------------------- | --------- |
| 14. Jahrhundert      | ca. 1.200 |
| 1705                 | 823       |
| 1798                 | 1.705     |
| 1852                 | 2.854     |
| 1. Dezember 1871     | 2.716     |
| 1. Dezember 1880 ¹   | 2.990     |
| 1. Dezember 1890 ¹   | 2.952     |
| 1. Dezember 1900 ¹   | 3.011     |
| 1. Dezember 1910 ¹   | 3.327     |
| 8. Oktober 1919 ¹    | 3.184     |
| 16. Juni 1925 ¹      | 3.497     |
| 16. Juni 1933 ¹      | 3.767     |
| 17. Mai 1939 ¹       | 3.900     |
| Dezember 1945 ¹      | 4.101     |
| 13. September 1950 ¹ | 5.860     |

| Jahr              | Einwohner |
| ----------------- | --------- |
| 6. Juni 1961 ¹    | 6.532     |
| 27. Mai 1970 ¹    | 8.056     |
| 31. Dezember 1975 | 25.373    |
| 31. Dezember 1980 | 26.658    |
| 25. Mai 1987 ¹    | 27.454    |
| 31. Dezember 1990 | 29.307    |
| 31. Dezember 1995 | 32.828    |
| 31. Dezember 2000 | 34.171    |
| 31. Dezember 2005 | 35.524    |
| 31. Dezember 2010 | 35.392    |
| 31. Dezember 2015 | 35.175    |
| 31. Dezember 2020 | 35.433    |
| 31. Dezember 2021 | 36.177    |
| 31. Dezember 2022 | 36.601    |
| 31. Dezember 2023 | 37.474    |
| 31. Dezember 2024 | 37.173    |

¹ Volkszählungsergebnis
Einwohnerzahlen der Stadtteile
(Stand: 31. Dezember 2024)
| Stadtteil            | Einwohner |
| -------------------- | --------- |
| Sinsheim (Kernstadt) | 13.410    |
| Adersbach            | 648       |
| Dühren               | 2.271     |
| Ehrstädt             | 597       |
| Eschelbach           | 2.297     |
| Hasselbach           | 318       |
| Hilsbach             | 2.458     |
| Hoffenheim           | 3.445     |
| Reihen               | 2.399     |
| Rohrbach             | 2.287     |
| Steinsfurt           | 3.362     |
| Waldangelloch        | 1.760     |
| Weiler               | 1.921     |

## Religionen

### Christentum

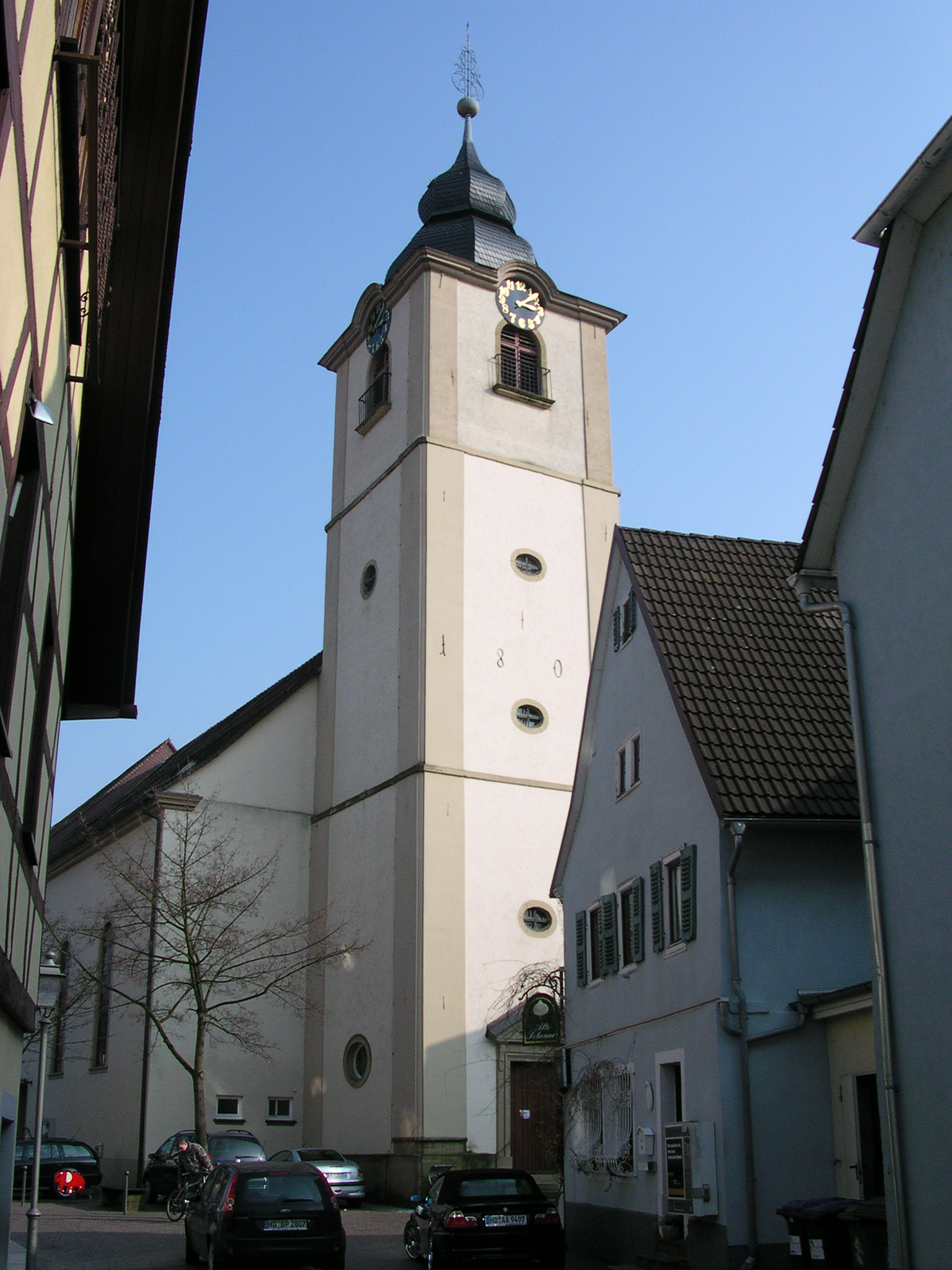
Evangelische Stadtkirche

Sinsheim gehörte zunächst zum Bistum Worms, seit 1099 zum Bistum Speyer und war dem Archidiakonat der Propstei des Kollegiatstifts zum Hl. Johannes und Hl. Guido in Speyer zugeordnet. Neben der Stiftskirche auf dem Michaelsberg entstand im 12. Jahrhundert die Jakobuskirche im Ort. In der Zeit der frühen Reformation wurde 1527 ein protestantischer Pfarrer aus Sinsheim ausgewiesen. Um 1540 wirkte der Reformator Ottmar Stab als Pfarrer in Sinsheim. Förmlich vollzogen wurde die Reformation 1553 mit dem von der Kurpfalz eingesetzten ersten evangelischen Ortsgeistlichen, danach teilt die Stadt die wechselvolle Religionsgeschichte der Kurpfalz. 1557 erhielt Sinsheim eine erste protestantische Kirchenordnung und ab 1559 setzte sich das reformierte Bekenntnis durch. Zwischen 1576 und 1583 war Sinsheim vorübergehend lutherisch. Eine eigene lutherische Gemeinde gab es jedoch erst wieder ab 1696. Während des Dreißigjährigen Krieges war Sinsheim vorübergehend katholisch. Ab 1697 wurde die nach der Aufhebung des Stifts einzig verbliebene Evangelische Stadtkirche am Ort von beiden protestantischen und von der inzwischen wieder offiziell zugelassenen katholischen Gemeinde simultan genutzt, bevor diese im Rahmen der Kirchenteilung der Kurpfalz 1707 geteilt wurde. Den Katholiken wurde der Chorraum, den Reformierten das Langhaus zugestanden. 1715 wurde sogar eine Scheidemauer eingebaut.
Nach dem Übergang an das Großherzogtum Baden 1806 erfolgte 1821 die Vereinigung beider protestantischen Gemeinden zu einer unierten Gemeinde. Sinsheim wurde Sitz eines Dekanats. Der zugehörige Kirchenbezirk Sinsheim fusionierte zum 1. Januar 2005 mit dem Nachbarkirchenbezirk Eppingen-Bad Rappenau zum neuen Kirchenbezirk Kraichgau. Ihm gehören alle Kirchengemeinden der Stadt an. Es sind dies die Kirchengemeinden Adersbach und Hasselbach, Dühren, Ehrstädt, Eschelbach, Hilsbach und Weiler, Hoffenheim, Reihen, Rohrbach und Steinsfurt, Sinsheim sowie Waldangelloch. Die Sinsheimer Gemeinde wurde 1981 in die Lukasgemeinde und die Markusgemeinde geteilt. Diese bilden jedoch weiterhin die Gesamtkirchengemeinde Sinsheim.

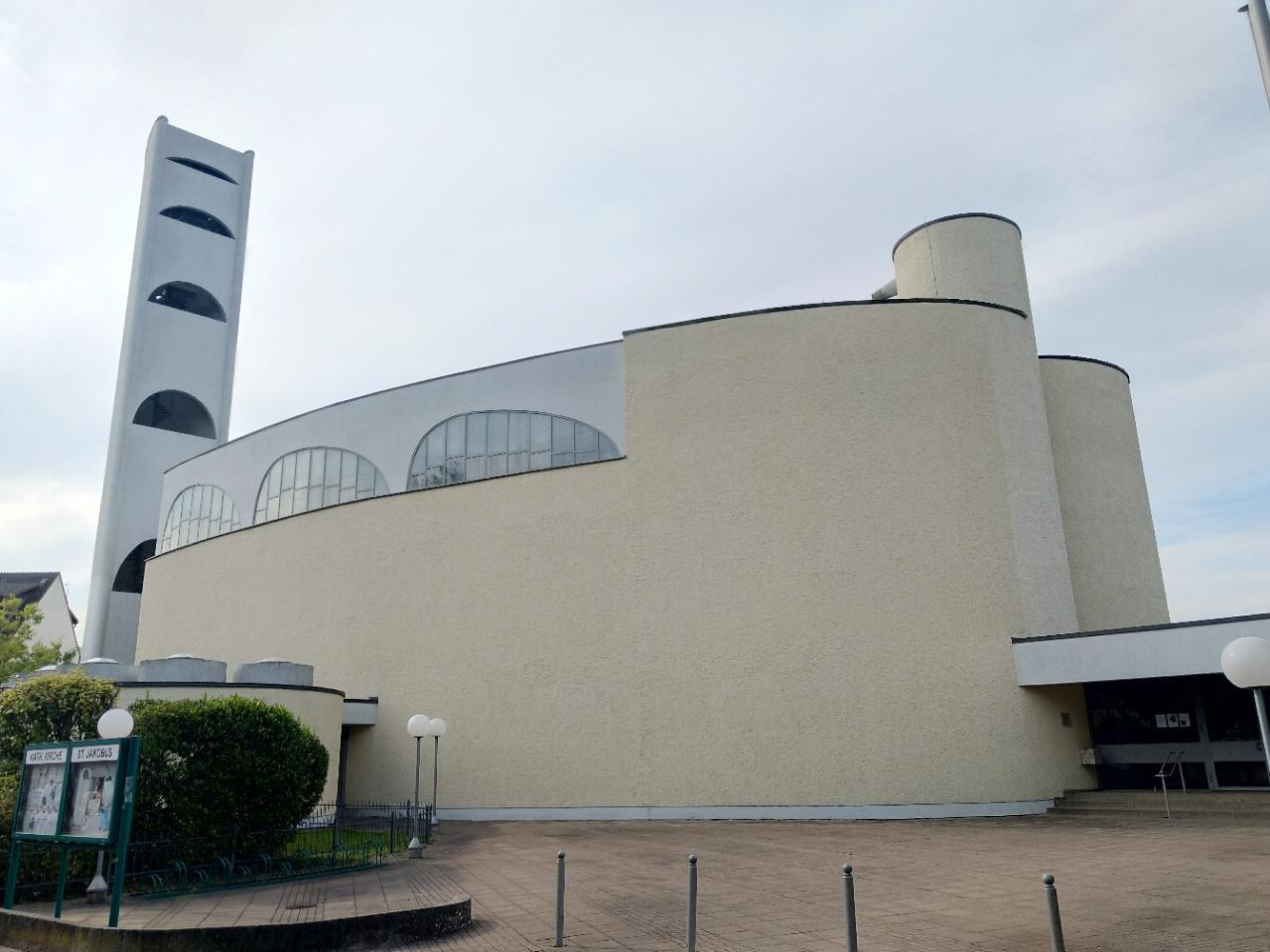
Katholische Jakobuskirche

Die seit dem 17. Jahrhundert wieder bestehende katholische Gemeinde gehörte zunächst weiterhin zum Bistum Speyer, ab 1801 zur Dalbergischen Verwaltung und dann zum Generalvikariat Bruchsal, bevor sie 1821/27 Teil des neu gegründeten Erzbistums Freiburg wurde. Die Pfarrgemeinde wurde dem Dekanat Waibstadt zugeordnet. 1964 wurde die neue katholische St.-Jakobus-Kirche erbaut. Auch in den Stadtteilen Sinsheims entstanden vor allem nach Zuzug von Heimatvertriebenen nach dem Zweiten Weltkrieg teilweise eigenständige katholische Gemeinden. Nach Auflösung des Dekanats Waibstadt 1976 wurden die Pfarrgemeinden im Sinsheimer Stadtgebiet dem Dekanat Kraichgau zugeordnet. Zu diesem gehören heute 21 Pfarreien. Die meisten Katholiken im Stadtgebiet werden von der Seelsorgeeinheit Sinsheim betreut, zu der neben der St.-Jakobus-Gemeinde Sinsheim mit Dühren und Hoffenheim auch die Gemeinde St. Peter Steinsfurt mit Reihen und Rohrbach gehört. Waldangeloch sowie Hilsbach mit Weiler werden von der Seelsorgeeinheit Angelbachtal, Adersbach von Waibstadt sowie Ehrstädt und Hasselbach von Bad Rappenau-Obergimpern betreut.
Der auf Sinsheimer Gemarkung gelegene Buchenauerhof ist Sitz des DMG interpersonal, einem großen evangelischen Hilfswerk.
Neben den beiden großen Kirchen gibt es auch Gemeinden, die zu den Freikirchen gehören; die Christliche Gemeinde Sinsheim, die Christliche Gemeinschaft Steinsfurt, eine Gemeinde der Evangelisch-methodistischen Kirche, die zum Bund Freier evangelischer Gemeinden (FeG) gehörige Freie evangelische Gemeinde Hoffenheim, eine Gemeinde Gottes und eine Mennonitengemeinde. Ferner gibt es in Sinsheim eine Neuapostolische Kirche und die Zeugen Jehovas.

### Judentum
Juden in Sinsheim sind bereits für das 14. und 15. Jahrhundert belegt. Die neuzeitliche Gemeinde bildete sich jedoch erst im Lauf des 18. Jahrhunderts und wuchs in dem Maß, in dem die jüdischen Gemeinden in den umliegenden Orten einen Rückgang zu verzeichnen hatten. 1827 wurde Sinsheim Sitz eines Bezirksrabbinats für die umliegenden Orte. Aufgrund finanzieller Probleme konnte die Stadt die Planung und den Bau einer Synagoge ab dem Jahr 1827 nur mittels der Bereitstellung von Bauholz unterstützen. Bis zur Fertigstellung des schlichten Bauwerks vergingen über zehn Jahre. Seit Ende des 19. Jahrhunderts gibt es den jüdischen Friedhof am Stadtrand. Die Gemeinde hatte 1890 mit knapp 150 Personen ihren höchsten Mitgliederstand, ging dann jedoch durch Ab- und Auswanderung bis 1933 auf rund 70 Personen zurück. Von den verbliebenen Sinsheimer Juden konnte etwa die Hälfte noch auswandern, bis die Zurückgebliebenen im Holocaust getötet wurden.

### Islam
1995 wurde von der DİTİB eine Halle im Sinsheimer Gewerbegebiet gekauft, in der die Fatih-Moschee eingerichtet wurde. Auf das Gebäude wurde 2004 ein Brandanschlag verübt.
Seit 2010 gibt es außerdem die Mescid-i-Aksa-Moschee, die vom Dachverband IGMG geleitet wird. Ebenfalls in Sinsheim aktiv ist die Ahmadiyya-Muslim-Jamaat-Religionsgemeinschaft.

## Politik

### Gemeinderat
Der Gemeinderat der Stadt Sinsheim hat normalerweise 32 Mitglieder, die den Titel „Stadträtin/Stadtrat“ führen. Dazu kommt der Oberbürgermeister als stimmberechtigtes Mitglied. Die Zahl der Mitglieder kann sich durch Ausgleichssitze erhöhen.
Die Gemeinderäte werden in Unechter Teilortswahl gewählt, sodass die Stadtteile nach folgendem Proporz im Gemeinderat vertreten sind: die Kernstadt stellt 9, Hoffenheim und Steinsfurt je 3, aus Dühren, Eschelbach, Hilsbach, Reihen, Rohrbach, Waldangelloch und Weiler kommen je 2 Gemeinderäte, aus Adersbach, Ehrstädt und Hasselbach kommt je ein Gemeinderat.
Nach der Kommunalwahl am 9. Juni 2024 hat der Gemeinderat über Ausgleichssitze 43 Mitglieder bei folgendem Ergebnis (mit Vergleichszahlen der beiden vorigen Wahlen):
| Partei / Liste     | Stimmenanteil | Sitze |                  | 2019     | 2014 |
| CDU                | 33,83 %       | 15    | 31,6 %, 14 Sitze | 15 Sitze |      |
| FWV                | 24,14 %       | 10    | 23,0 %, 11 Sitze | 11 Sitze |      |
| Grüne              | 13,66 %       | 6     | 15,9 %, 07 Sitze | 03 Sitze |      |
| AfD                | 13,88 %       | 6     | –                | –        |      |
| SPD                | 11,98 %       | 5     | 13,6 %, 06 Sitze | 07 Sitze |      |
| FDP                | 02,18 %       | 1     | 01,4 %, 01 Sitz  | 01 Sitz  |      |
| Deutsche Liste     | 00,33 %       | 0     | –                | –        |      |
| Aktiv für Sinsheim | –             | –     | 11,1 %, 05 Sitze | 03 Sitze |      |
| NPD                | –             | –     | 03,1 %, 01 Sitz  | –        |      |

#### Ortschaftsräte
In jedem Stadtteil gibt es einen Ortschaftsrat, der von der Bevölkerung des Stadtteils bei jeder Kommunalwahl gewählt wird. Vorsitzender des Ortschaftsrats ist der Ortsvorsteher. Die Ortschaftsräte sind zu wichtigen, die Ortschaft betreffenden Angelegenheiten, zu hören. In jedem Stadtteil gibt es ferner eine Verwaltungsstelle, in welcher man die wichtigsten Angelegenheiten einer Stadtverwaltung „vor Ort“ erledigen kann. Hier halten auch die Ortsvorsteher regelmäßige Sprechstunden ab.

### Bürgermeister
An der Spitze der Stadt steht der Bürgermeister, zwischen 1811 und 1833 sowie seit 1. Januar 1973 lautet die Amtsbezeichnung Oberbürgermeister. Dieser wird von der wahlberechtigten Bevölkerung auf acht Jahre direkt gewählt. Sein ständiger Vertreter ist der „Erste Beigeordnete“ mit der Amtsbezeichnung „Bürgermeister“.
Krancher (1808–1811) |
Friedrich Wilhelm Schmoll (1811–1822) |
Johannes Laubinger (1823–1824) |
Christoph Ludwig Ziegler (1824–1828) |
Jakob Anton Bodani (1829–1833) |
Johann Adam Heiss (1833–1839) |
Carl Philipp Greiff (1839–1843) |
Georg Friedrich Haag (1843–1861) |
Jakob Heiss (1861–1870) |
Philipp Jungmann (1870–1881) |
Eduard Speiser (1881–1889) |
Friedrich Anton Haag (1889–1895) |
Adam Speiser (1895–1913) |
Karl Sidler (1913–1930) |
Ludwig Pahl (1930–1933) |
Eugen Rieg (1933–1945) |
Karl Dees (1945–1946) |
Gottlob Barth (1946–1954) |
Georg Killinger (1954–1961) |
Helmut Gmelin (1962–1980) |
Horst Sieber (1980–2004) |
Rolf Geinert (2004–2012) |
Jörg Albrecht (2012–2024) |
Marco Siesing (seit 2024)
Der aktuell amtierende Oberbürgermeister Marco Siesing wurde bei der Oberbürgermeisterwahl am 7. Juli 2024 mit 76,74 Prozent der gültigen Stimmen gewählt. Die Wahlbeteiligung lag bei 36,14 Prozent.

### Wappen
Das Wappen der Stadt Sinsheim zeigt in Gold einen rot bewehrten, schwarzen Adler. Die Stadtflagge ist gelb mit schwarzem Adler. Wappen und Flagge werden schon seit vielen Jahrhunderten geführt. Sinsheim gehörte bis 1803 zum kurpfälzischen Oberamt Mosbach und von 1803 bis 1806 zum Fürstentum Leiningen. Es hat, nachdem es 1329 an die Pfalz gekommen und bei dieser geblieben war, wie andere pfälzisch gewordene ehemalige Reichsstädte, das ihm einst als Reichsstadt zustehende Siegelbild, den Reichsadler, weitergeführt. Die Darstellung des Adlers hat im Lauf der Jahrhunderte einige Male gewechselt. Das älteste bekannte Siegel mit dem Umschrift: „s. civivm de. svnnensheim“ hängt an einer Urkunde des Jahres 1300.

### Städtepartnerschaften
Sinsheim unterhält seit 1976 mit Longué-Jumelles im französischen Département Maine-et-Loire und seit 1989 mit Barcs in Ungarn Städtepartnerschaften.

### Sinsheim als Namensgeberin

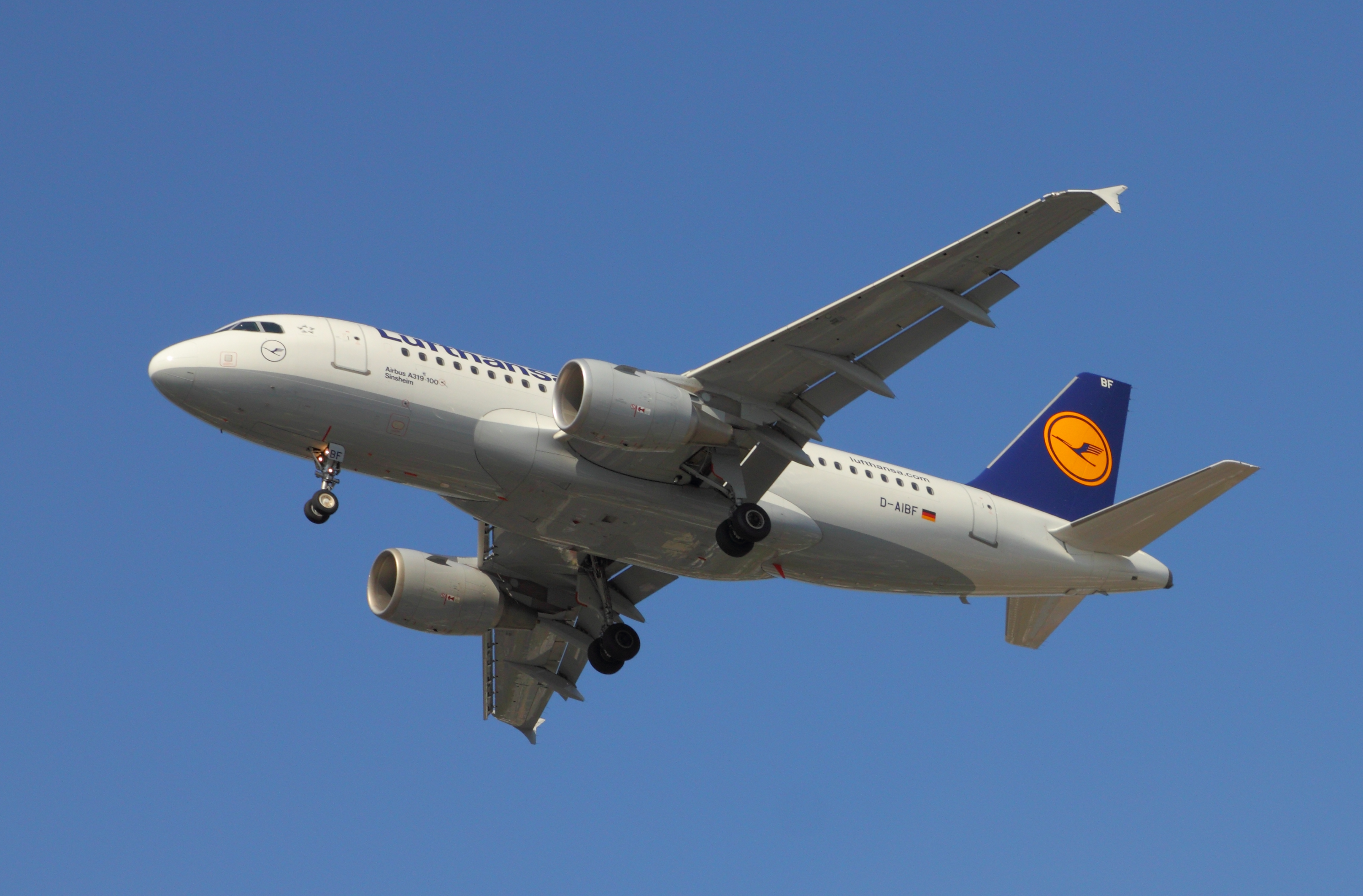
Auf den Namen „Sinsheim“ getaufter Airbus der Lufthansa

Der Name Sinsheim wurde 2011 für das Lufthansa-Flugzeug D-AIBF (Airbus A319-100) und am 9. Oktober 2011 für den auf der S-Bahn Rhein-Neckar eingesetzten Elektrotriebzug 425 213-6 von DB Regio vergeben.

## Kultur und Sehenswürdigkeiten

### Theater
In Sinsheim gibt es mehrere Amateurtheater wie etwa das Würfeltheater, die professionell angeleitete Sinsheimer Theaterkiste mit einer großen Bandbreite von Stücken, das zum Förderverein des Stadtmuseums Sinsheim „Freunde Sinsheimer Geschichte e. V.“ gehörende Friedrich-Hecker-Theater, das als Amateurtheater ausschließlich Eigenproduktionen mit historischem Bezug spielt, sowie das Max-Weber-Theater an der Max-Weber-Schule.

### Museen

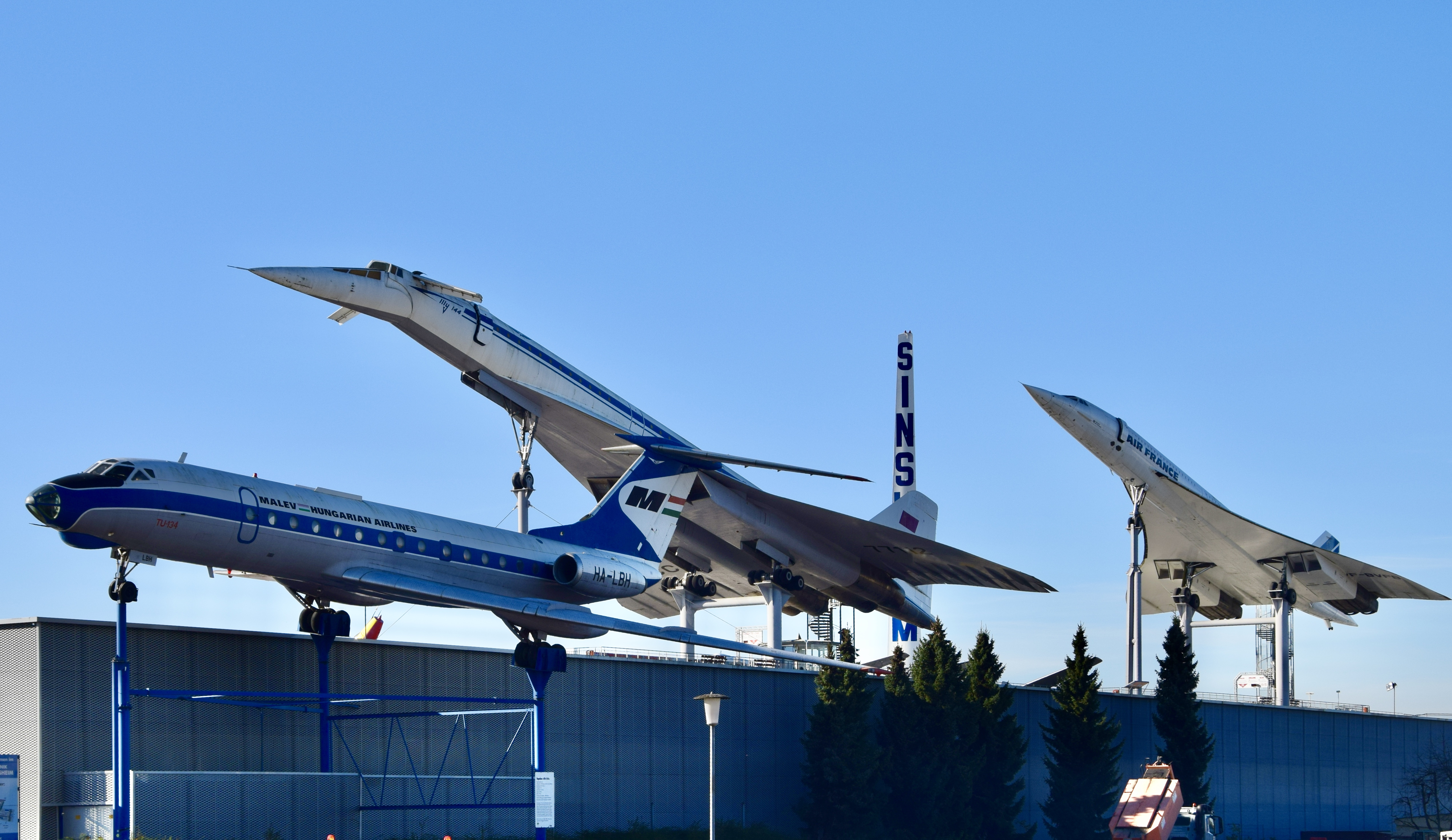
Flugzeuge im Technik-Museum in Sinsheim

- Stadtmuseum Sinsheim: Das Museum befindet sich im Städtischen Kulturquartier im Alten Rathaus und thematisiert die Geschichte der Stadt und der Umgebung.[24] Zu den Exponaten gehört u. a. die Gottesmutter vom Pfälzer Hof.
- Friedrich-der-Große-Museum im Museumshof Lerchennest im Stadtteil Steinsfurt.[25]
- Heimat- und Schreibmaschinenmuseum im Stadtteil Hoffenheim.[26]
- Renault Museum Philipp: Seit 2010 werden im Museum etwa 70 Autos, 200 Motorräder, 50 Mopeds, 200 Fahrräder und 50 Motoren ausgestellt. Bei den Autos liegt der Schwerpunkt auf Renault.[27][28]
- Fördertechnik Museum: In dem 2012 eröffneten Erlebnismuseum werden auf 2.000 m² Hallenfläche die Entwicklung der Fördertechnik seit der Erfindung des Rades gezeigt.

### Bauwerke

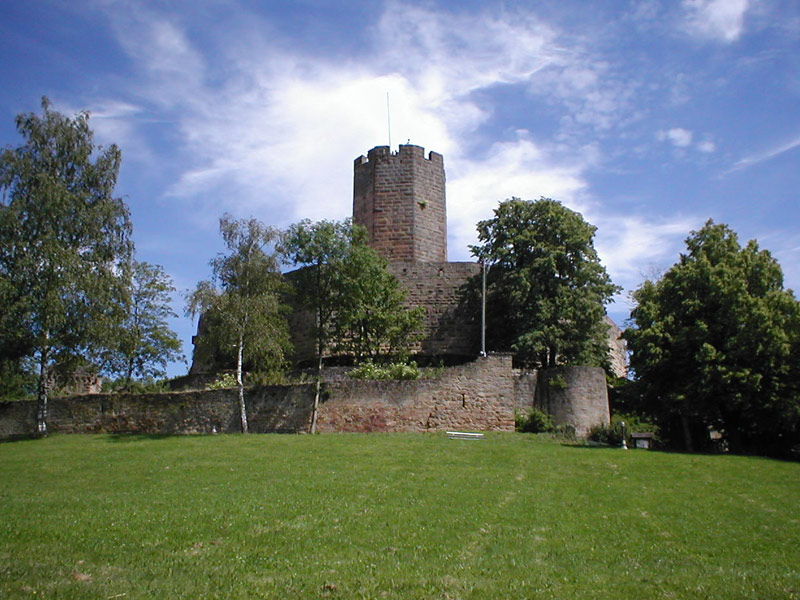
Burg Steinsberg

Die Burg Steinsberg, eine Stauferburg mit achteckigem Bergfried auf einem Basaltkegel im Stadtteil Weiler, ist ein Wahrzeichen der Stadt. Die Burg gilt auch als „Kompass des Kraichgaus“. Sie befindet sich seit 1973 im Eigentum der Stadt Sinsheim. Der Burginnenhof bietet sich für Kulturveranstaltungen an. Daher finden hier in den Sommermonaten die Burgfestspiele und andere Theateraufführungen sowie das Steinsberg-Festival statt.

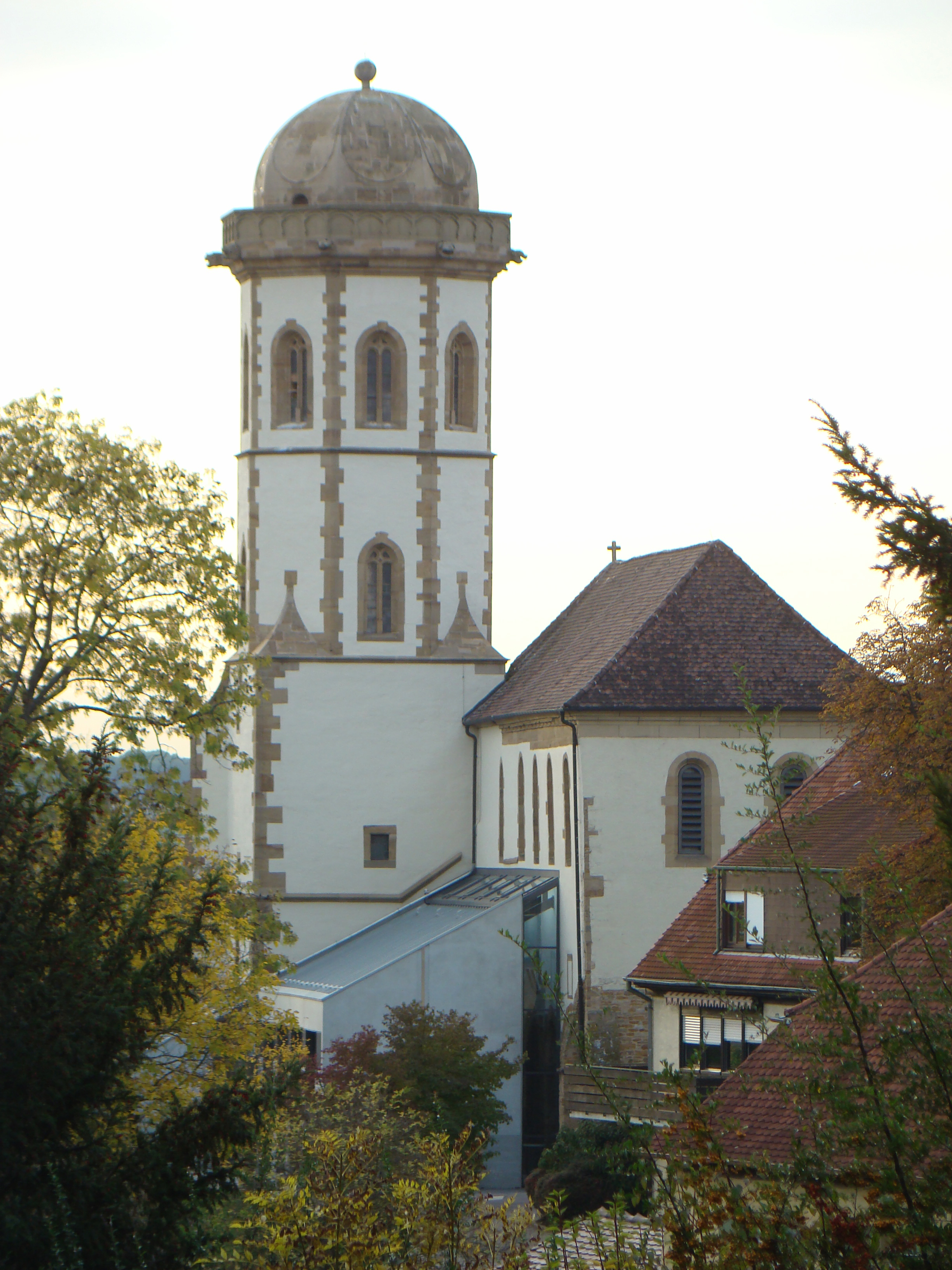
Stiftskirche

Ein weiteres historisches Wahrzeichen ist der ab 1524 errichtete Stiftsturm des Stift Sinsheim auf dem Michaelsberg. Die zugehörige Stiftskirche wurde von 2009 bis 2011 zu einem Kulturzentrum des Rhein-Neckar-Kreises umgebaut und weist einen weitgehend originalen Dachstuhl aus dem 13. Jahrhundert auf. Auch die weiteren Stiftsgebäude, die seit 1889 von einer Jugendhilfseinrichtung genutzt werden, sind sehenswert. Das alte Spital wurde 1803 am Fuße des Stiftes errichtet und von 1857 bis 1896 als Spital genutzt. Die Betreuung lag in Händen des Amtsarztes und einer Wärterin. Auch Dienstboten und durchreisenden Handwerksburschen wurden hier für ein paar Nächte eine Unterkunft gewährt. 1985 bis 1988 wurde dieses Gebäude zu einem Wohnhaus umgebaut. Das 1888 erbaute ehemalige Stiftschaffnereigebäude (Wilhelmstr. 16) gehört heute zum Rathaus.

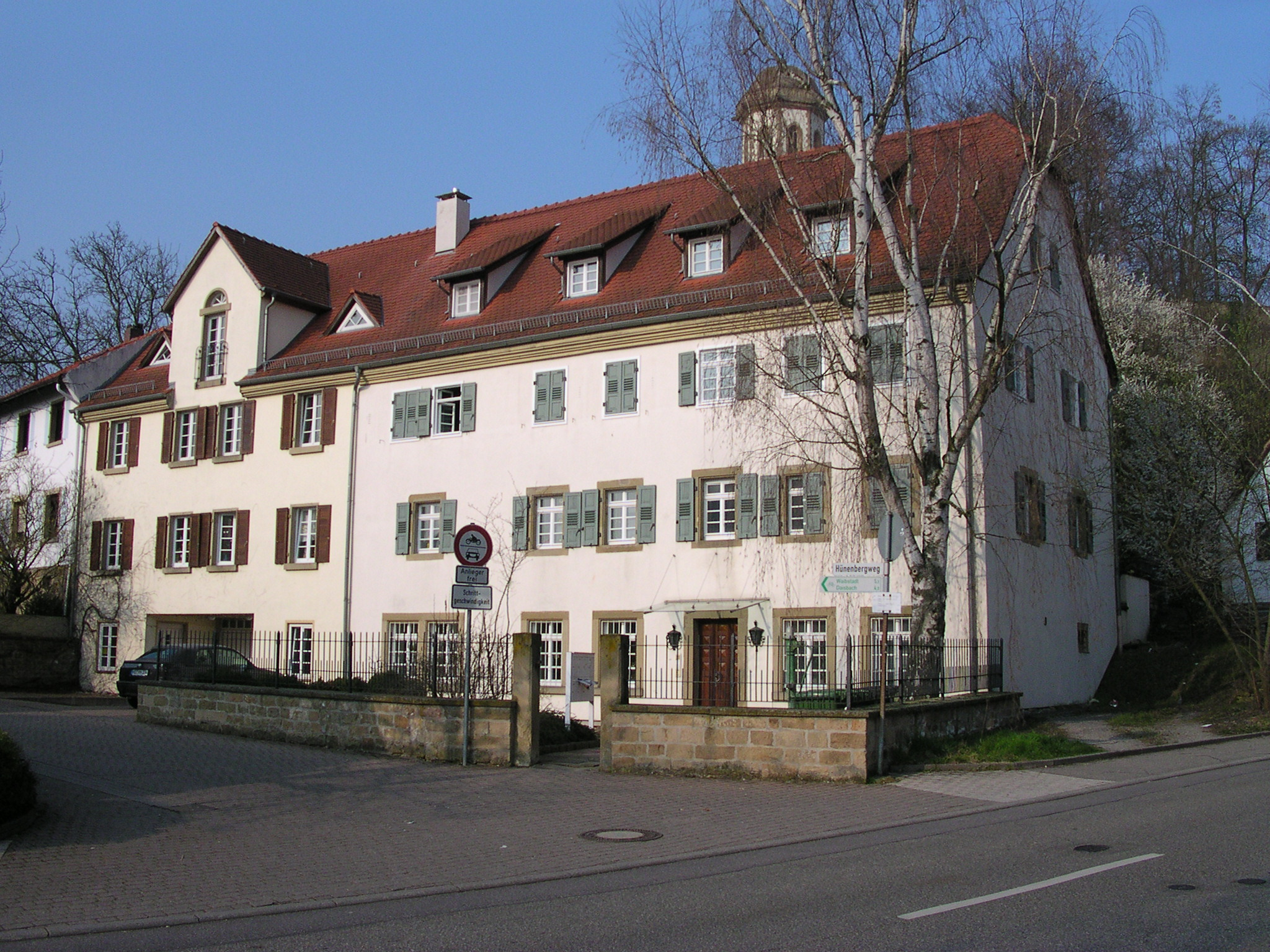
Altes Spital
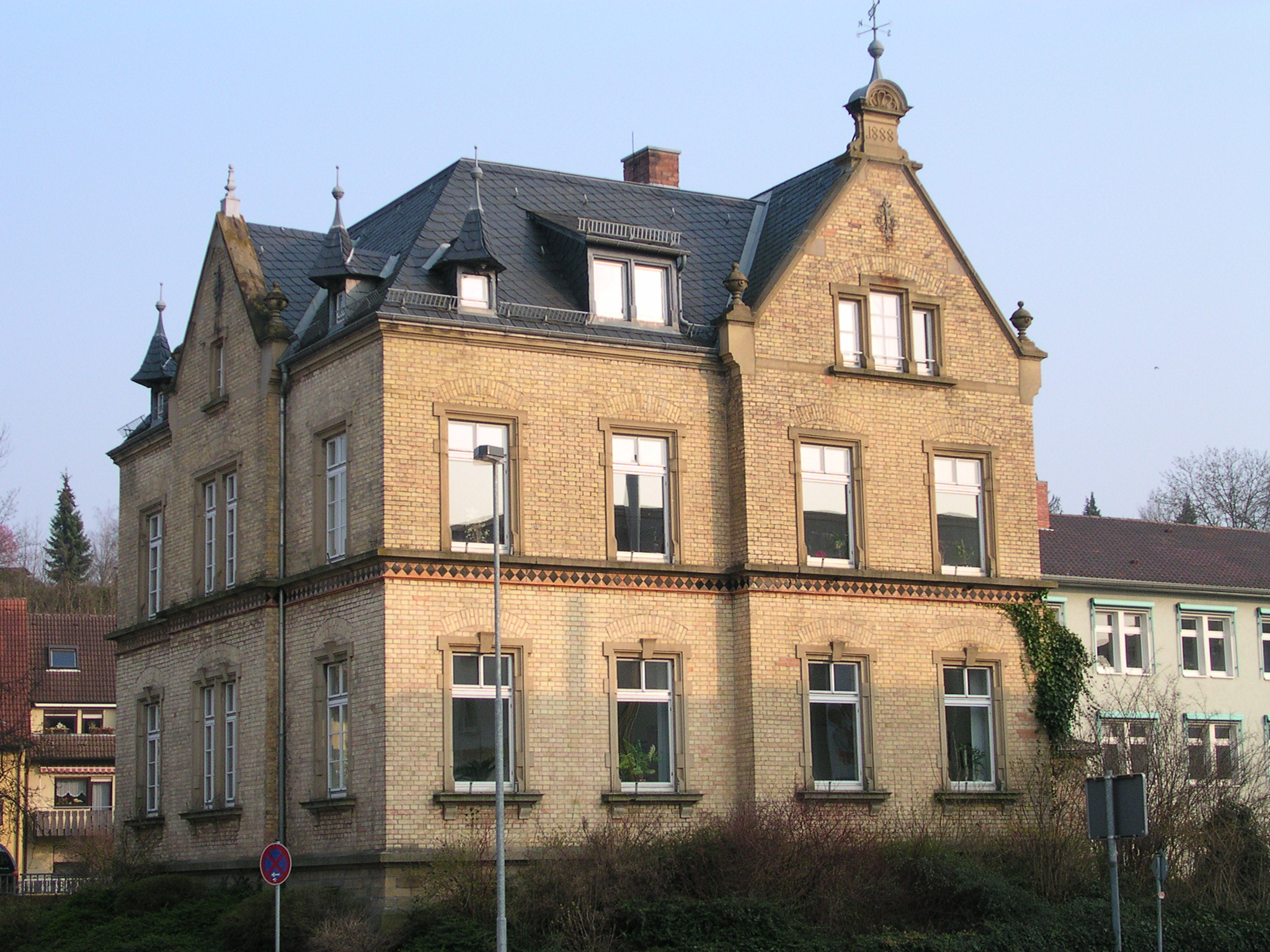
Ehemalige Stiftschaffnerei
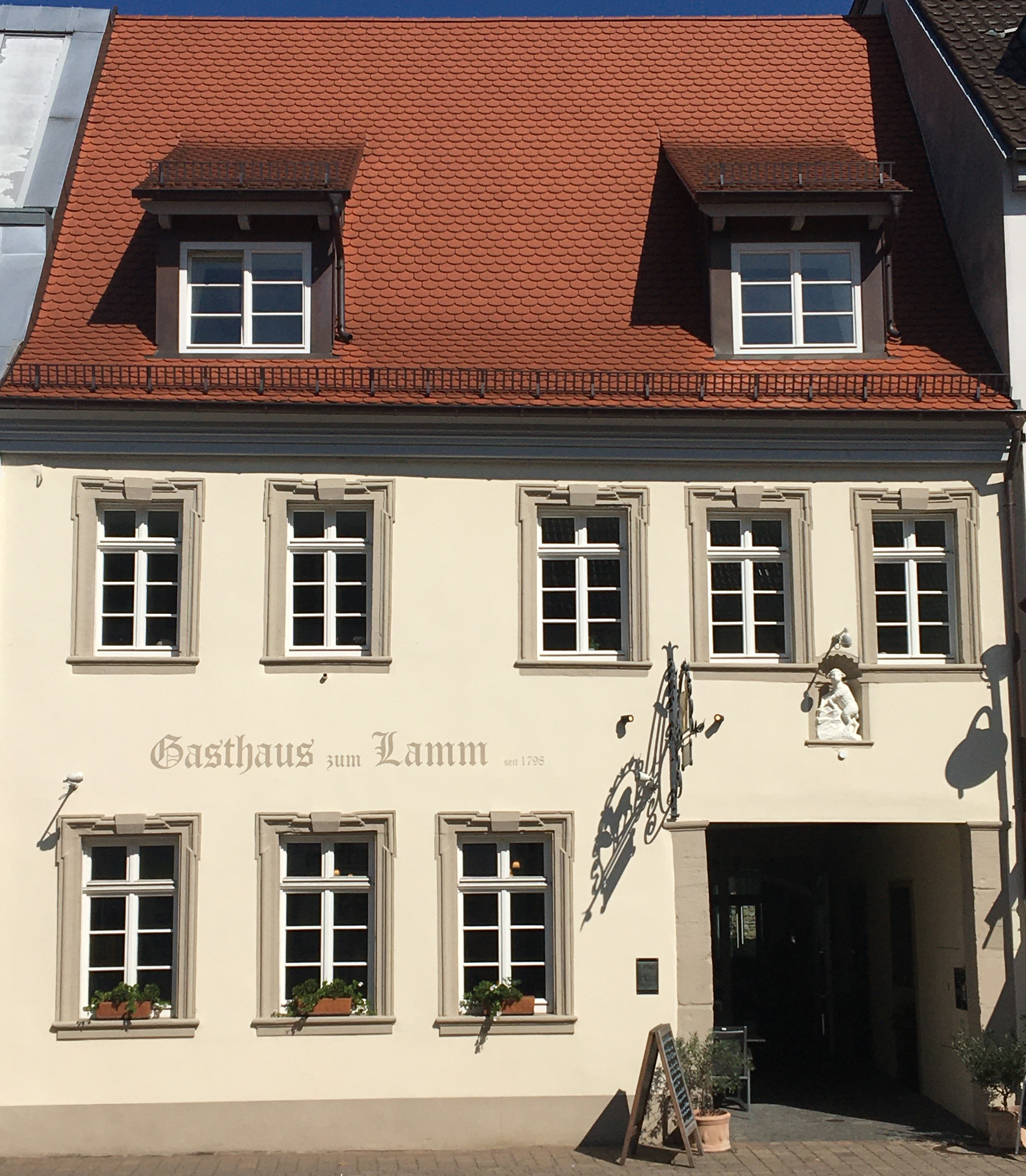
Sinsheimer Gasthaus zum Lamm
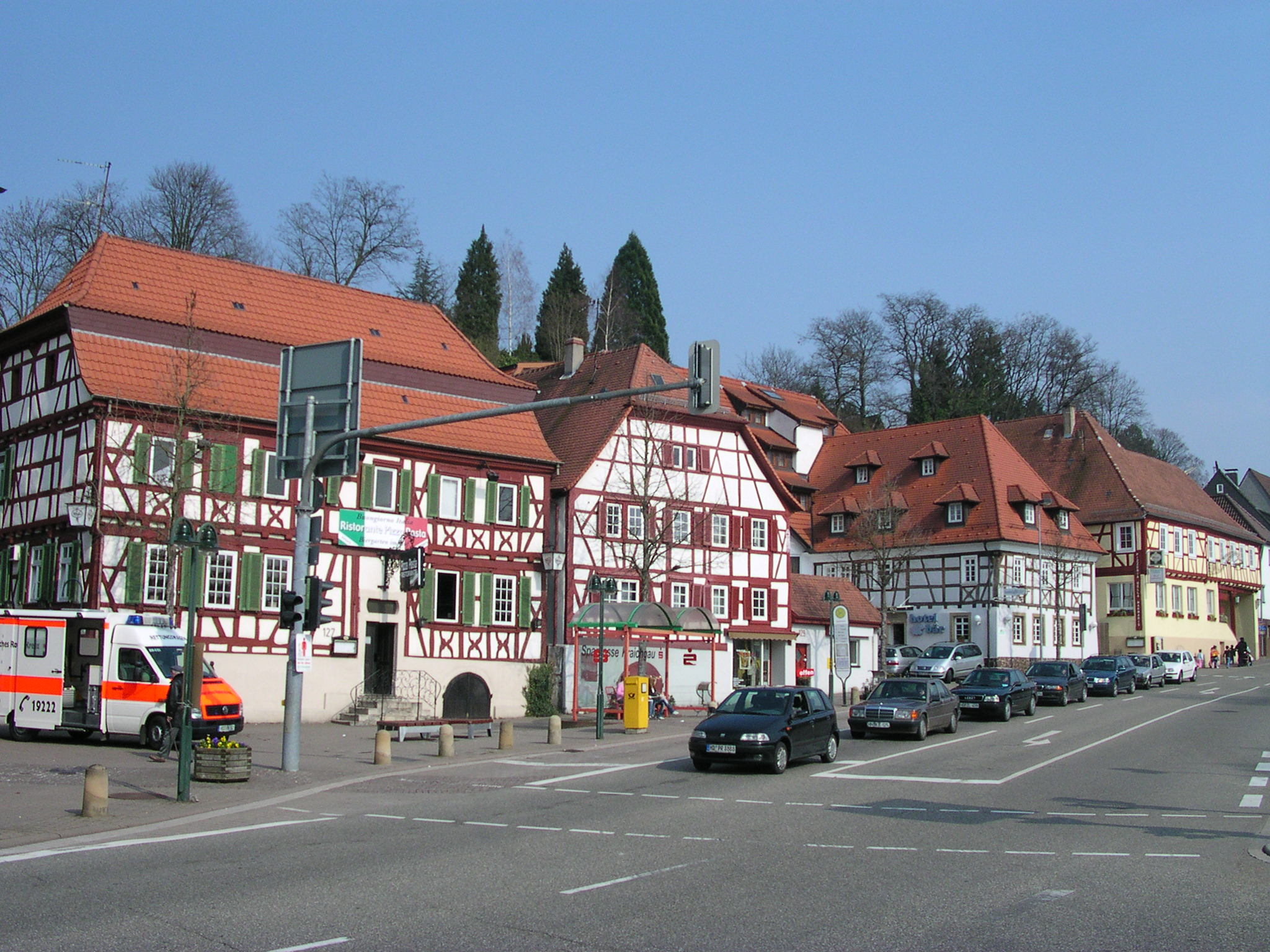
Historisches Fachwerk-Ensemble in Sinsheim

Von 1894 bis 1896 baute man an der Werderstraße das ehemals Großherzoglich-badische Amtsgericht. Architekt war Julius Koch, Vorstand der Bezirksbauinspektion Heidelberg. Fassade mit Steinmetzarbeiten und schmuckreichen Giebeln, Landeswappen mit Krone.
Das Gasthaus Drei Könige ist ein ehemaliges katholisches Pfarrhaus von 1766. Das Evangelische Dekanat (Pfarrstr. 5) wurde 1859/60 erbaut. In der Pfarrstraße 10 entstand 1833/34 das Kath Schulhaus. Im Erdgeschoss waren die Schulräume der Simultanschule (Volksschule) von 1876 bis 1929 untergebracht. Heute dient es als katholisches Gemeindehaus. Das neue katholische Pfarrhaus „St. Jakobus“ wurde 1837–1838 neben dem katholischen Schulhaus in den Gärten im Norden der Stadt errichtet.

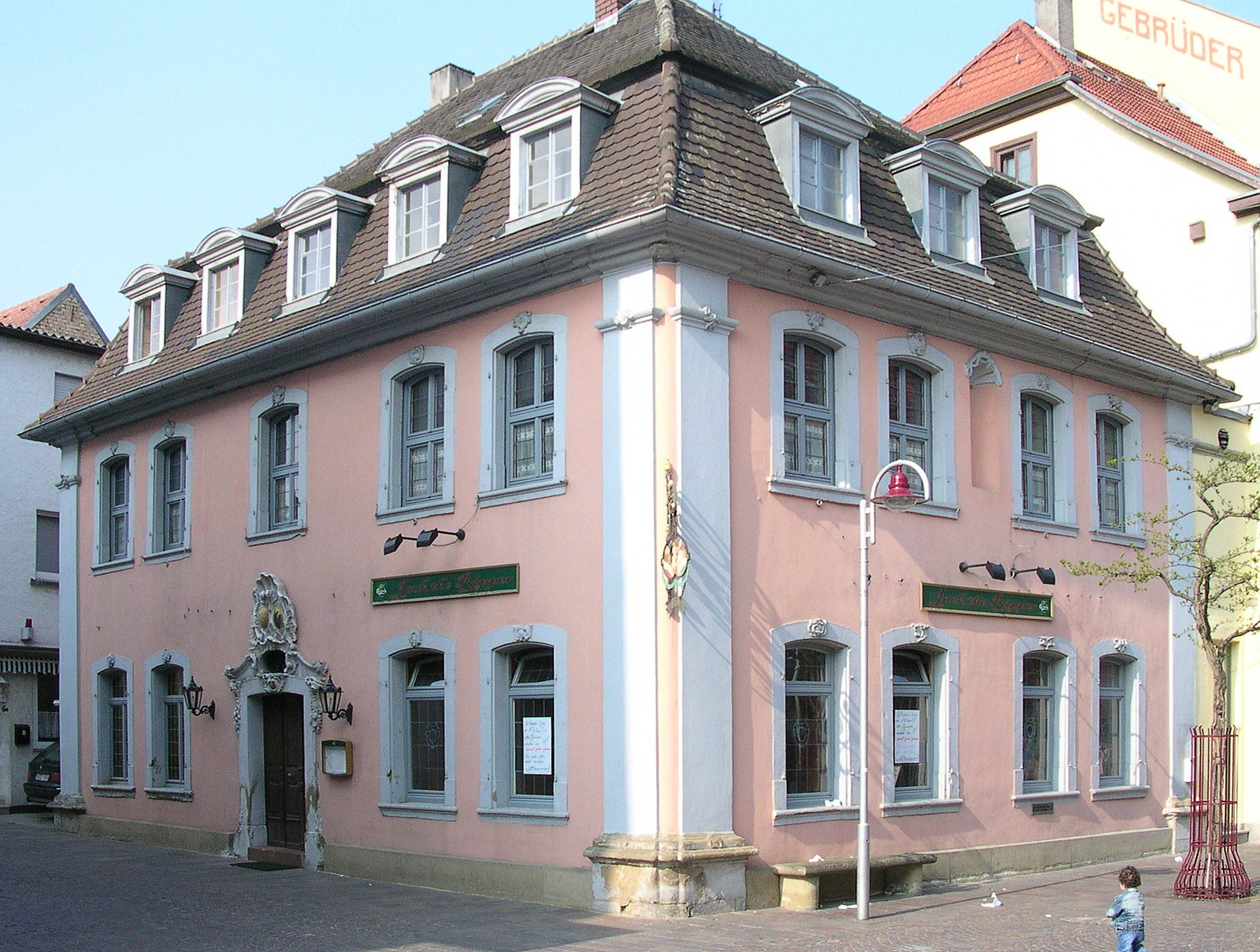
Ehemaliges katholisches Pfarrhaus (1744)
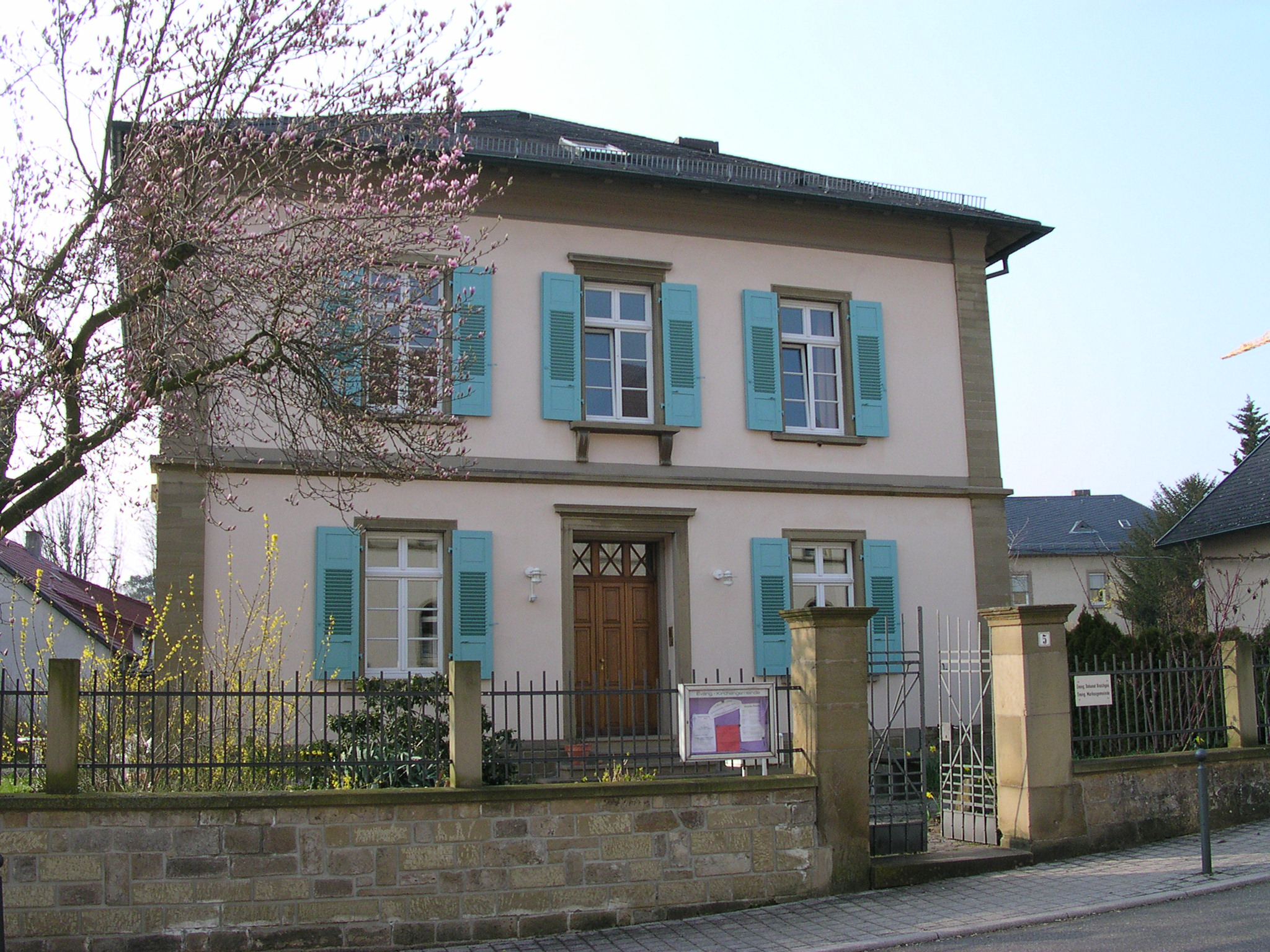
Evangelisches Dekanat
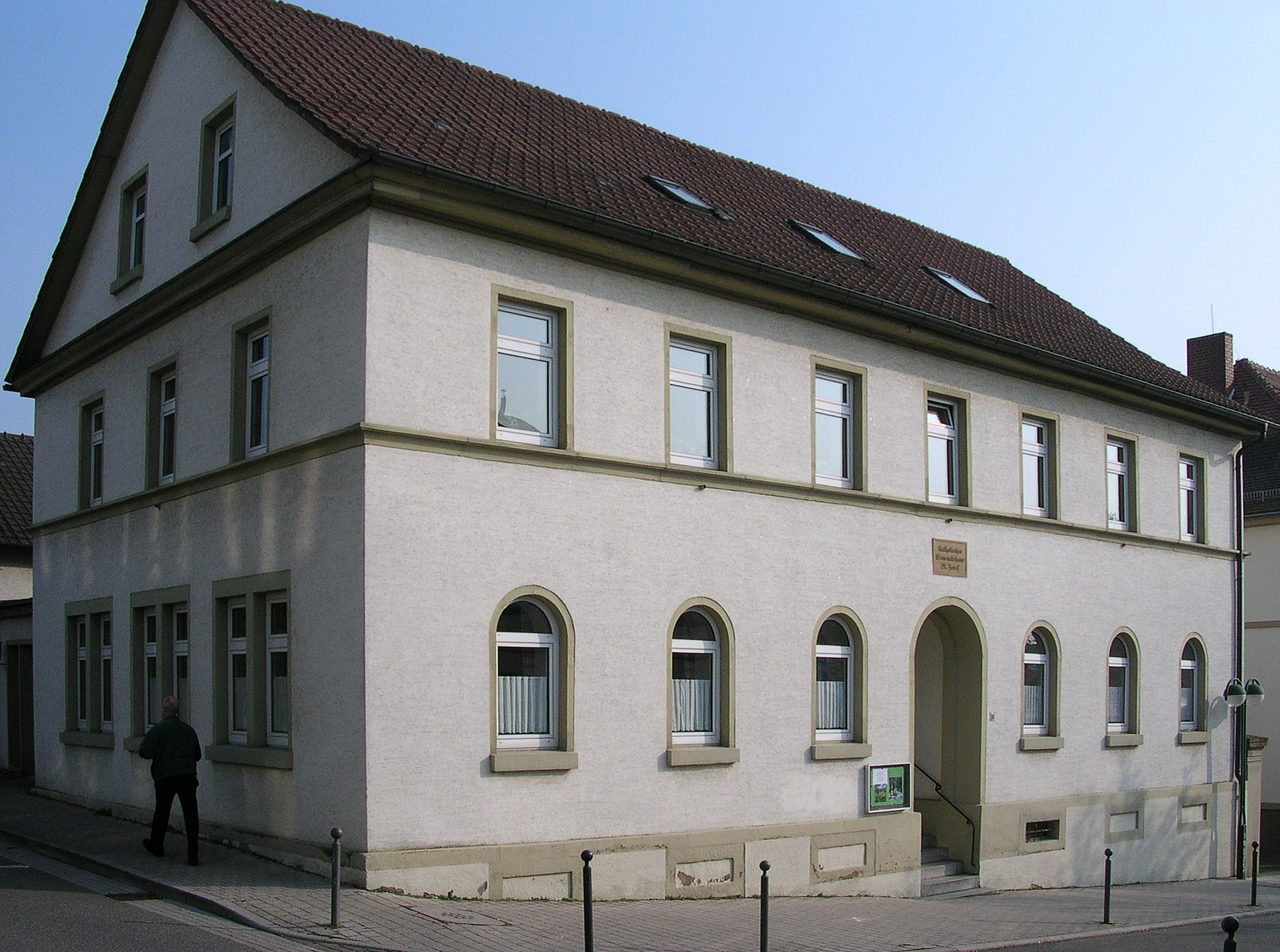
Katholisches Schulhaus
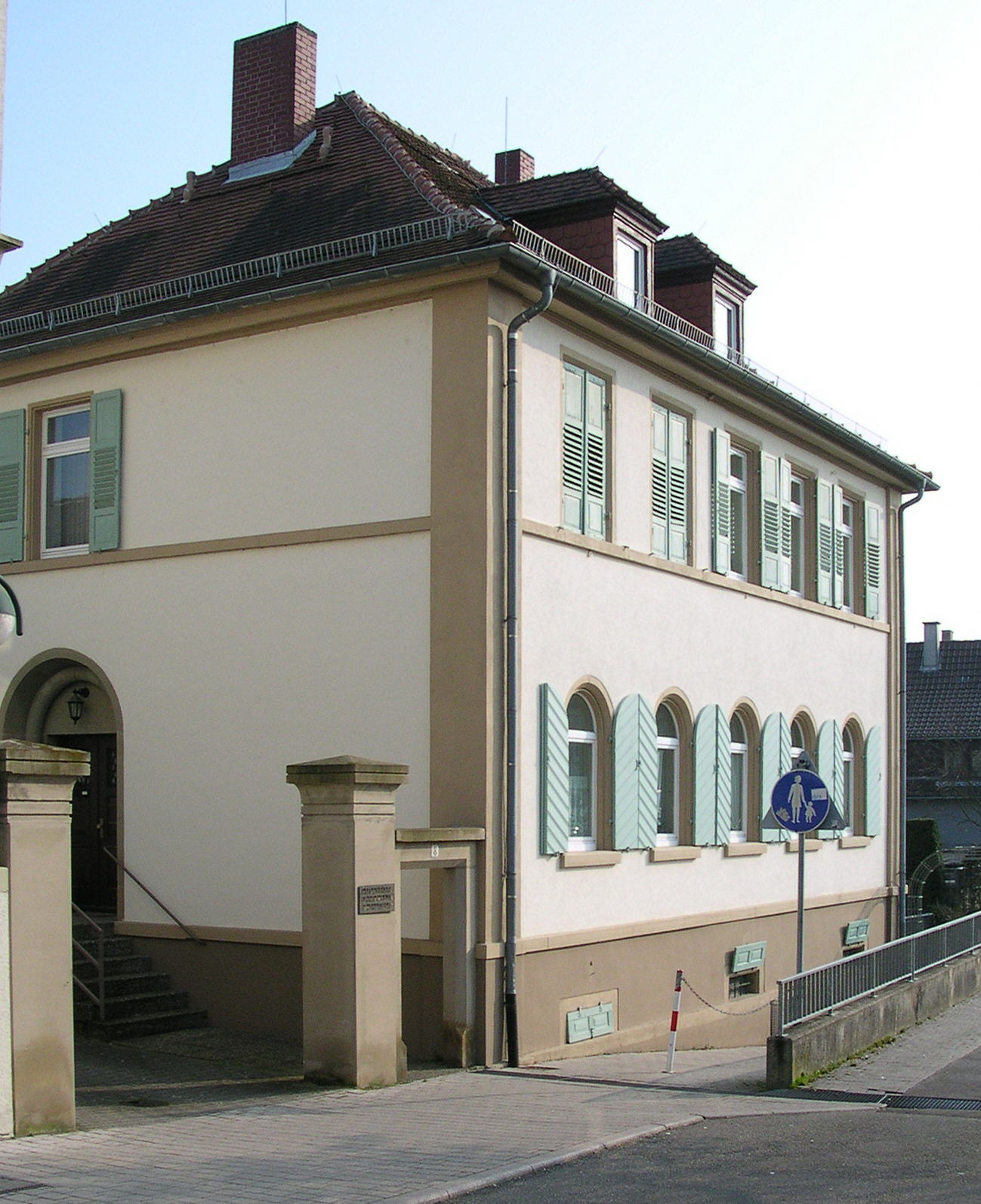
Katholisches Pfarramt St. Jakobus

Das Schwennsche Haus (Bahnhofstr. 22) wurde um 1730 erbaut und ist eines der ältesten erhaltenen Wohnhäuser Sinsheims. Typisch für diese Zeit sind die Giebelständigkeit, das Mansardenkrüppelwalmdach und die Gebäudeproportion mit großer Höhe und geringer Breite. Das Erdgeschoss wurde 1811 massiv erneuert, im Türsturz datiert auf 1811. Das ehemalige Gasthaus Zum schwarzen Bären (Hauptstr. 127) diente 1847 den revolutionären Demokraten um den Apotheker Gustav Mayer als Volksversammlungsort. Mit seinen Nachbarhäusern, dem Haus Stammer (Ziegelgasse 2), und der ehemaligen Metzgerei Gemlin bildet das Haus ein markantes Fachwerk-Ensemble an der Sinsheimer Hauptstraße. Im einst von einem Gerber genutzten Haus Stammer, das bis auf 1744 zurückdatiert, wohnte der Bärenwirt Georg Dörner, der ein eifriger Anhänger der revolutionären Demokraten war. Außerdem ist am Lewertörlein ein weiteres Gerberhaus von 1807 in Sinsheim erhalten. Das Lewertörlein, das in dem Gebäude vermauert ist, stammt von 1609 und trägt im Schlussstein die Symbole des Gerberhandwerks. Es war ein eigenes kleines Stadttor in der Mauer um die innere Vorstadt, durch das die Gerber zu ihren in der Elsenz gewässerten Häuten gelangen konnten.

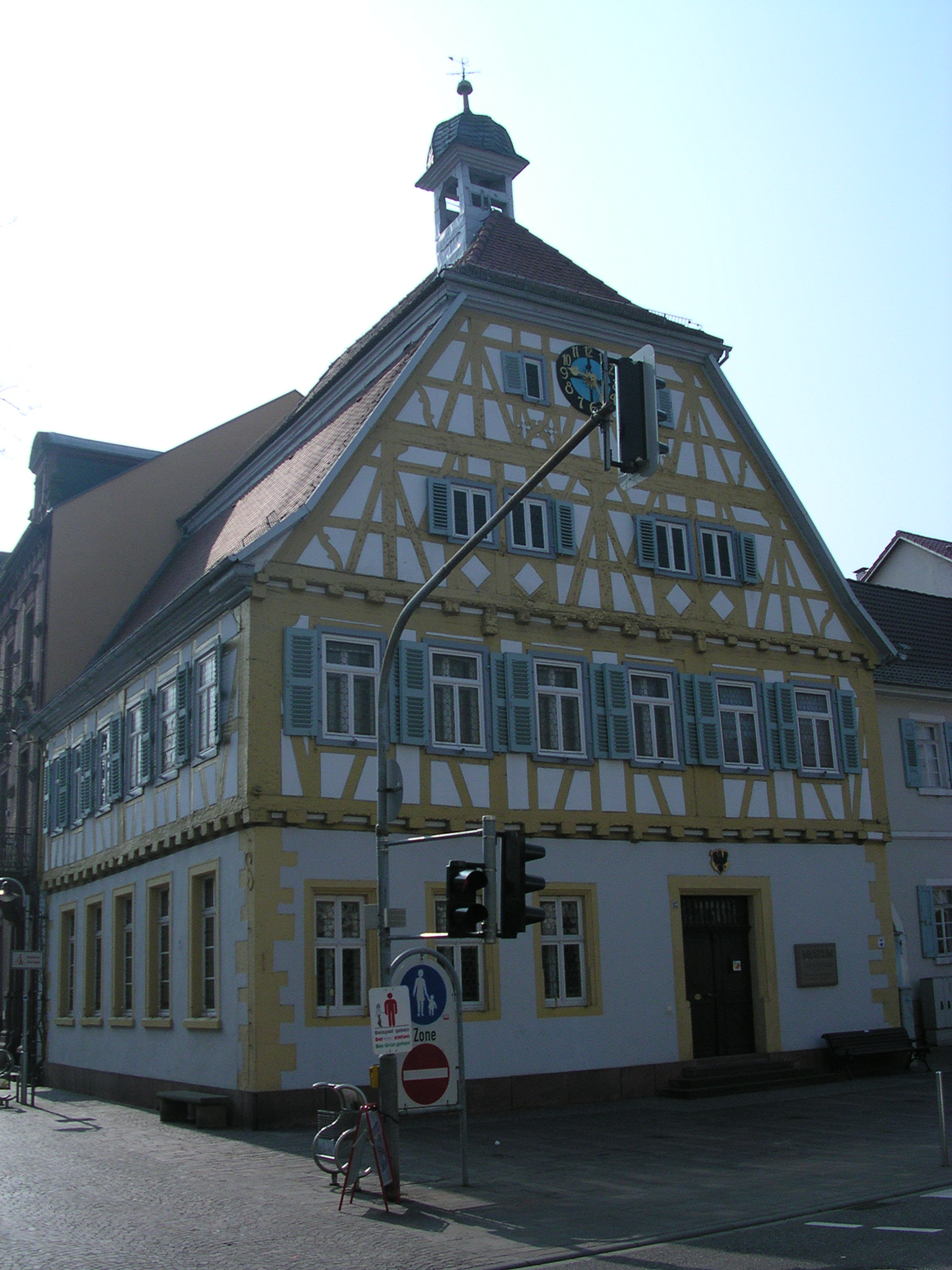
Altes Rathaus
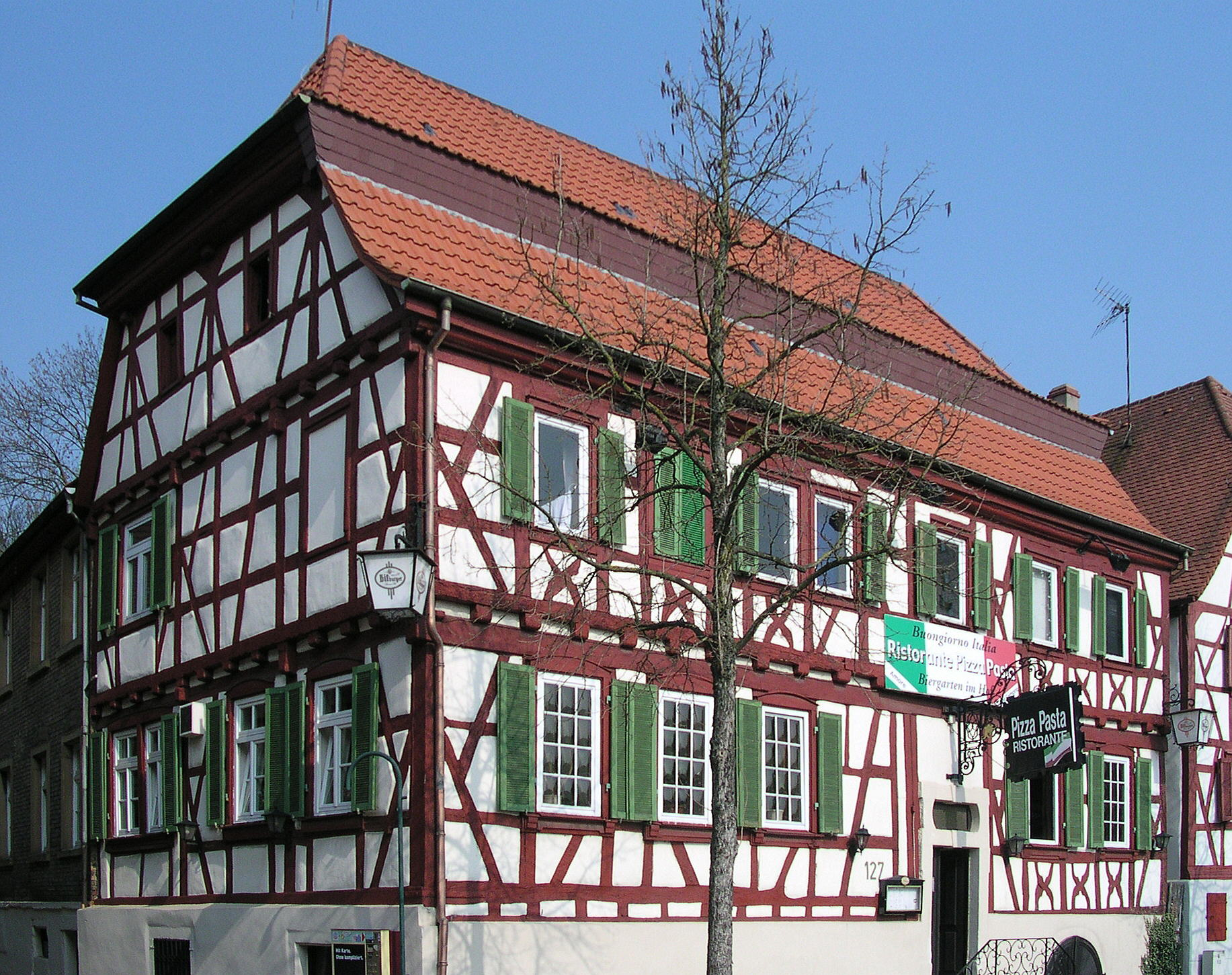
Zum schwarzen Bären
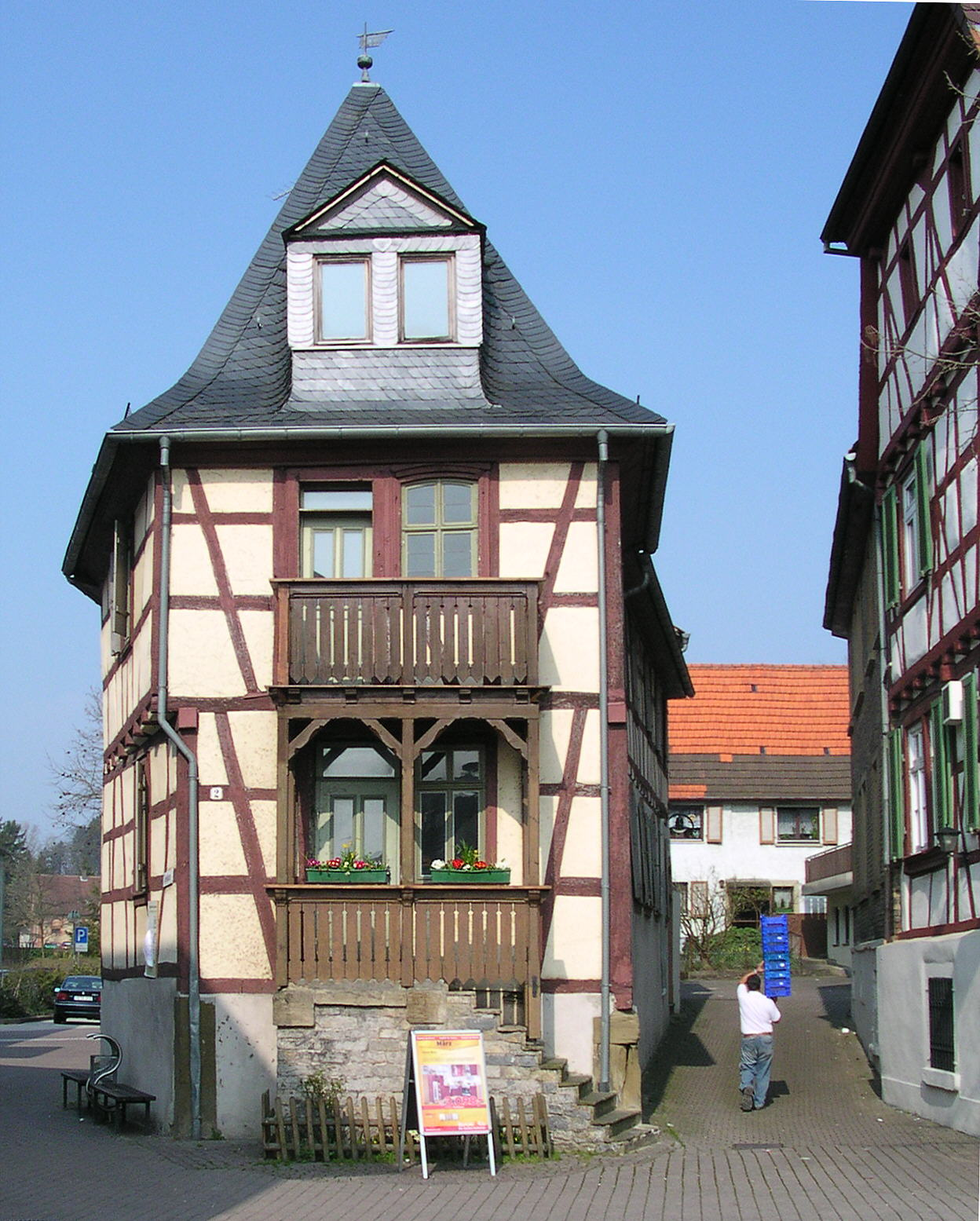
Haus Stammer (1744)
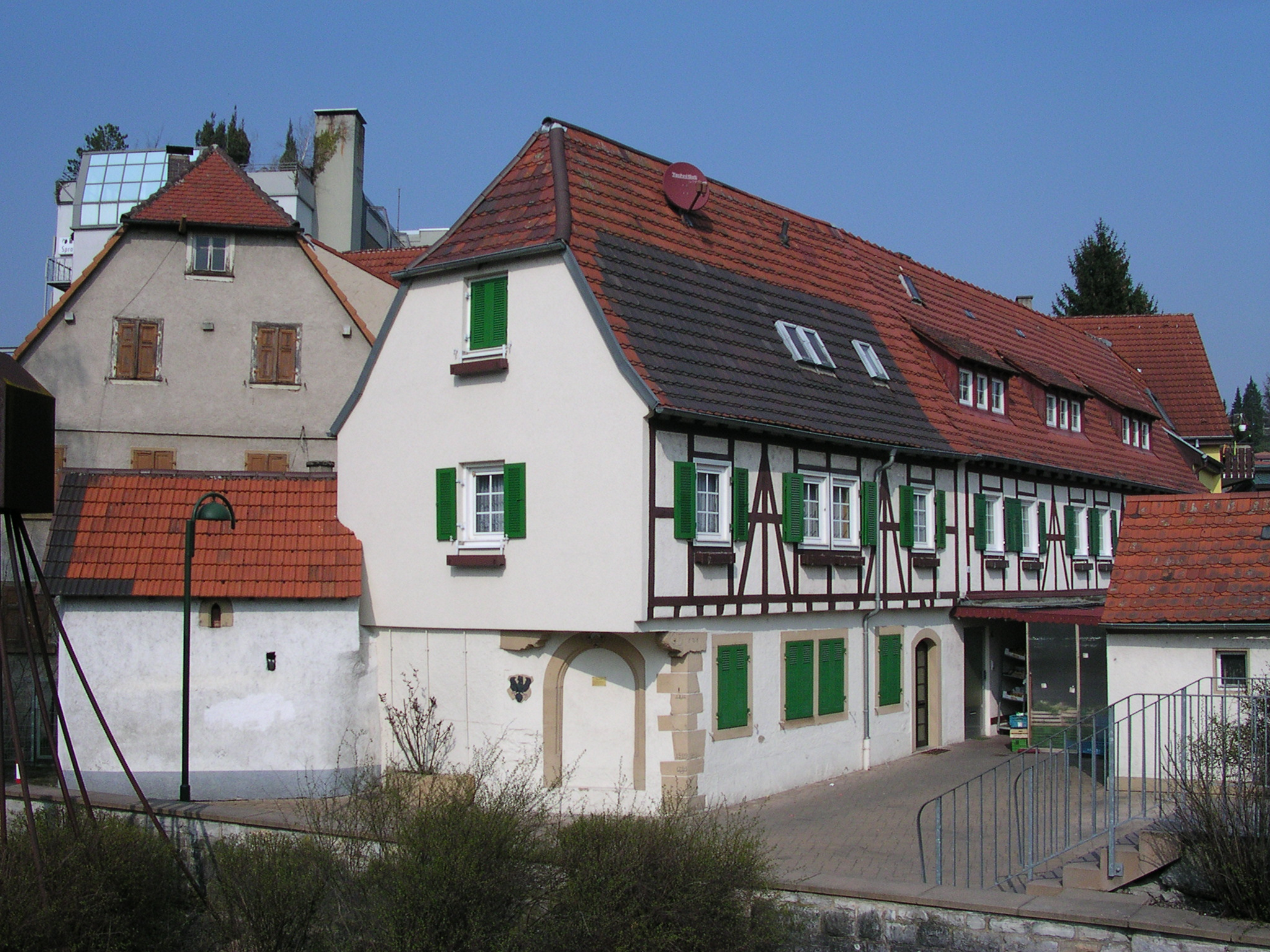
Gerberhaus (1807) mit Lewertörlein

Auch in den Teilorten gibt es nennenswerte historische Gebäude, darunter zahlreiche Kirchen sowie mehrere Schlösser und Herrenhäuser. Diese werden auf den Seiten der jeweiligen Orte aufgeführt.

### Freizeitanlagen
Das Freibad der Stadt wurde 1962 erbaut und nach mehrjähriger Sanierung 2018 neu eröffnet. Es ist jedes Jahr zwischen Mai und September geöffnet.
Die 2012 eröffnete Thermen & Badewelt Sinsheim beherbergte zeitweise die größte Sauna der Welt.
Auf dem Gelände des früheren Postgarten wurde 2016 eine von deutschlandweit 19 alla hopp!-Anlagen eröffnet.
Zwischen Weiler und Waldangelloch befindet sich die Golfanlage Sinsheim Buchenauerhof.

### Sport

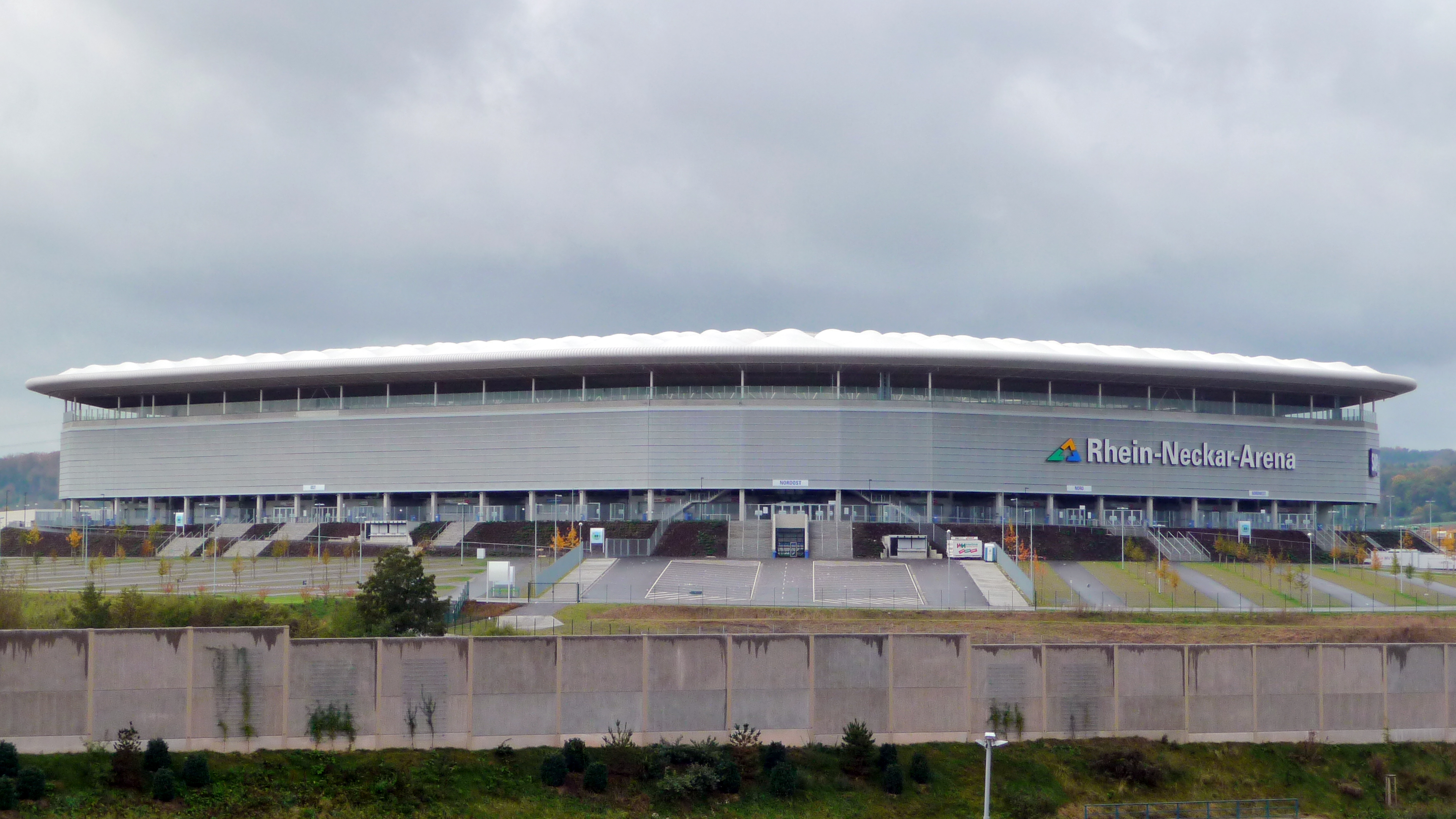
PreZero Arena

Der bekannteste Fußballklub Sinsheims ist die TSG 1899 Hoffenheim, welche seit der Saison 2008/2009 in der Fußball-Bundesliga spielt und deren direkt an der A 6 gelegenen PreZero Arena, die ein Austragungsort der Fußball-Weltmeisterschaft der Frauen 2011 war.
Außerdem gibt es etliche weitere Sportvereine, darunter in der Kernstadt den TV Sinsheim (Badminton, Basketball, Handball, Leichtathletik, Tischtennis etc.) und den SV Sinsheim (Volleyball und Fußball), dessen Frauen in der 1. Volleyball-Bundesliga spielten. Seit 2010 gibt es eine American-Football-Mannschaft.
Ein ortsansässiger Verein ist der Flugsportring Kraichgau, der das zwischen Sinsheim, Rohrbach und Steinsfurt liegende Segelfluggelände Sinsheim im Wiesental für den Luftsport nutzt.

### Regelmäßige Veranstaltungen

Alljährliches Echtdampftreffen

In Sinsheim findet seit 1902 der jährlich abgehaltene Fohlenmarkt statt. Die Ursprünge dieses Volksfestes liegen in einem einst überregional bedeutenden Markt für Kaltblutzucht. Immer am dritten Samstag im Juli wird das Sinsheimer Stadtfest gefeiert; im Oktober der Sinsheimer Herbst und zur Weihnachtszeit der Sinsheimer Weihnachtsmarkt. Zusätzlich finden abwechselnd das Mittelalterfest und das Bierdorf statt.
Sinsheim verfügt über ein Messegelände, in dem bis zum 1. April 2018 regelmäßige Fach- und Publikumsmessen stattfanden, wie etwa Modelleisenbahn-Echtdampftreffen, Faszination Motorrad, Faszination Modellbau, die BadenBau oder die Car&Sound HiFi-Messe.

## Wirtschaft und Infrastruktur

### Wirtschaft

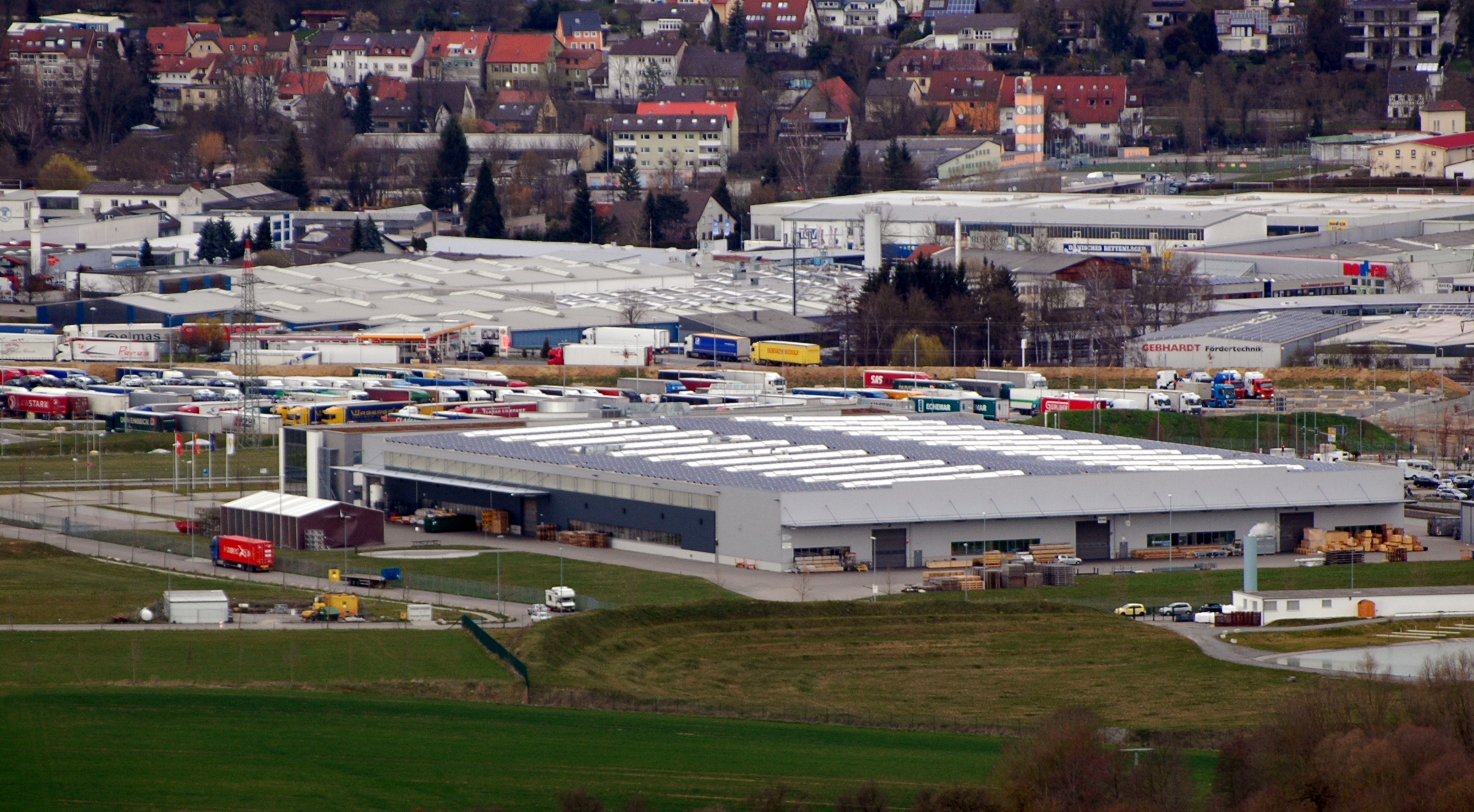
Interroll im Gewerbegebiet Sinsheim-Süd

Durch die verkehrstechnisch gute Lage hat sich Sinsheim in den vergangenen Jahrzehnten stark wirtschaftlich entwickelt. Die Vereinigung Wirtschaftsforum Sinsheim vertritt heute über 200 lokale Unternehmen mit rund 40.000 Beschäftigten. Ihren Unternehmenssitz in der Stadt haben unter anderem die Gebhardt Intralogistics Group, die Unternehmensgruppe Alfred Bohn (Fensterbau und Glas), PARSA (Haar- und Modeartikel), Otto Zimmermann (Bremsscheiben) und mex (Büromöbel). Vertreten sind außerdem die Blanco-Gruppe und Interroll mit jeweils großen Standorten. Neben ihrem Freizeitwert sind die Thermen & Badewelt Sinsheim, die PreZero Arena und das Technik Museum Sinsheim ebenfalls relevante Wirtschaftsfaktoren.

### Verkehr
Sinsheim liegt direkt an der A 6 Mannheim–Heilbronn. Die Stadt ist über die Anschlussstellen Sinsheim, Sinsheim-Süd und Sinsheim-Steinsfurt zu erreichen. Ferner führen die Bundesstraßen 39, 45 und 292 durch das Stadtgebiet.

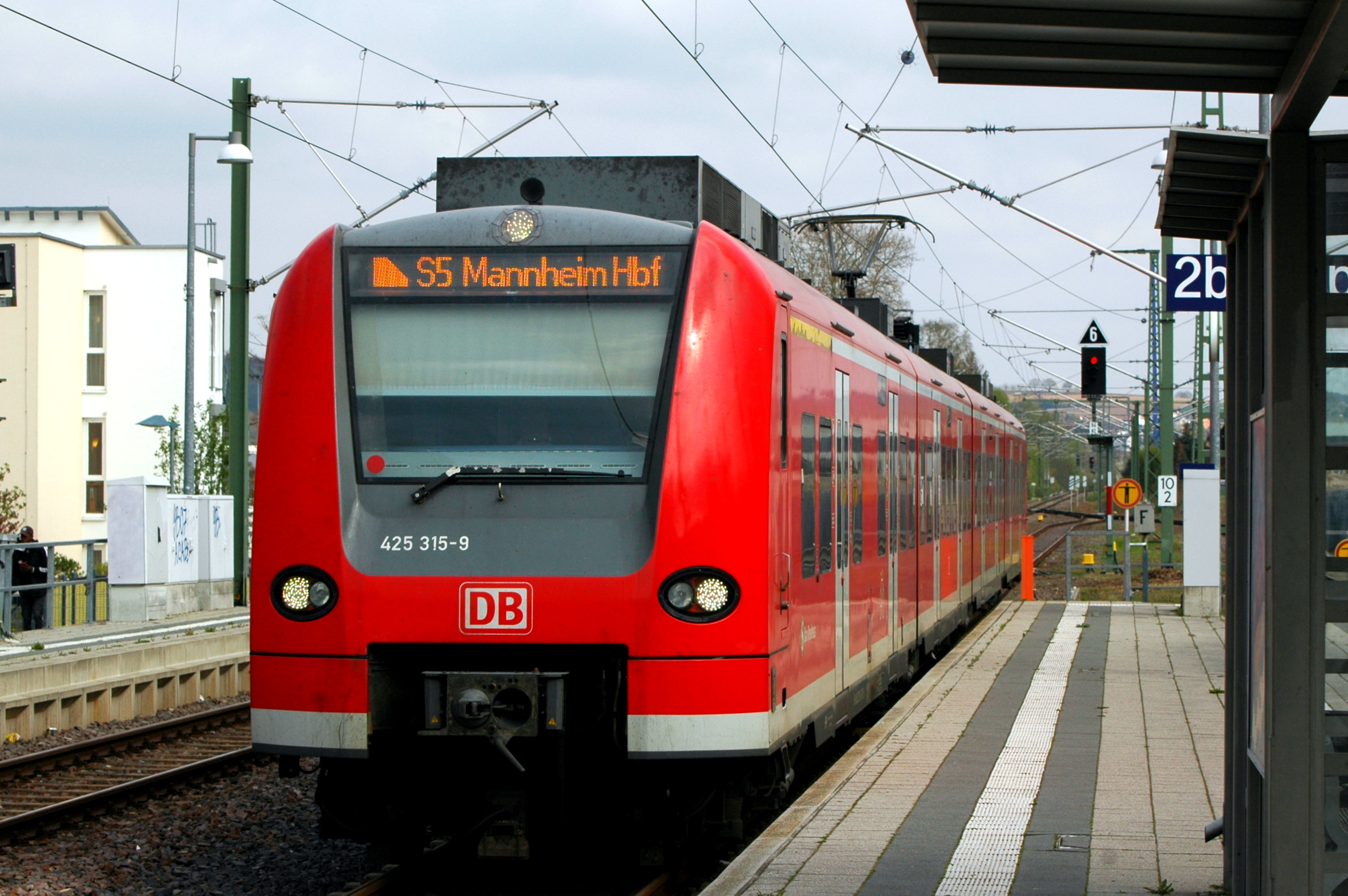
S-Bahn Rhein-Neckar im Bahnhof Sinsheim

In der Stadt befinden sich mehrere Bahnhöfe an der Elsenztalbahn Bad Friedrichshall–Heidelberg (Steinsfurt, Sinsheim Museum/Arena, Sinsheim (Elsenz) Hbf, Hoffenheim). In Steinsfurt zweigt die Bahnstrecke Steinsfurt–Eppingen ab, an der sich in Reihen ein Haltepunkt befindet, und die in Eppingen Anschluss an die Kraichgaubahn Karlsruhe–Heilbronn herstellt. Auf der Elsenztalbahn verkehren die S-Bahn-Linie S5 der S-Bahn Rhein-Neckar (Heidelberg–Sinsheim–Eppingen), die Regionalexpress-Linie RE10b (Mannheim–Heilbronn; zuvor RE 2) und seit Dezember 2014 die Linie S42 der Stadtbahn Heilbronn (Heilbronn–Bad Friedrichshall–Sinsheim; zuvor RB 74). Die Ortsteile Waldangelloch und Hilsbach hatten früher durch die Bahnstrecke Wiesloch–Meckesheim bzw. Katzbachbahn einen eigenen Eisenbahnanschluss, die bis 1980 bzw. 1960 im Personenverkehr bedient wurden.
Den öffentlichen Personennahverkehr (ÖPNV) bedienen mehrere Buslinien des Sinsheimer Stadtbusses der in den Verkehrsverbund Rhein-Neckar (VRN) eingebunden ist. Beide Linienbündel werden seit 2011 (Nord) bzw. 2012 (Süd) von PalatinaBus betrieben. Zuvor wurden sie in anderer Aufteilung von Busverkehr Rhein-Neckar und SWEG bedient.
Durch eine Alltagradsroute aus dem Radnetz Baden-Württemberg ist Sinsheim über den Stadtteil Hoffenheim und über Zuzenhausen und Meckesheim mit Neckargemünd und in der anderen Richtung über die Stadtteile Steinsfurt und Reihen und über Bad Rappenau mit Bad Friedrichshall verbunden.

### Medien
Als Tageszeitung erscheint in Sinsheim eine Lokalausgabe der Rhein-Neckar-Zeitung.
Der Sender Sinsheim befindet sich etwa zwei Kilometer südwestlich der Innenstadt, in unmittelbarer Nähe zur A6 und fungiert als Hörfunksender.

### Gericht und Behörden

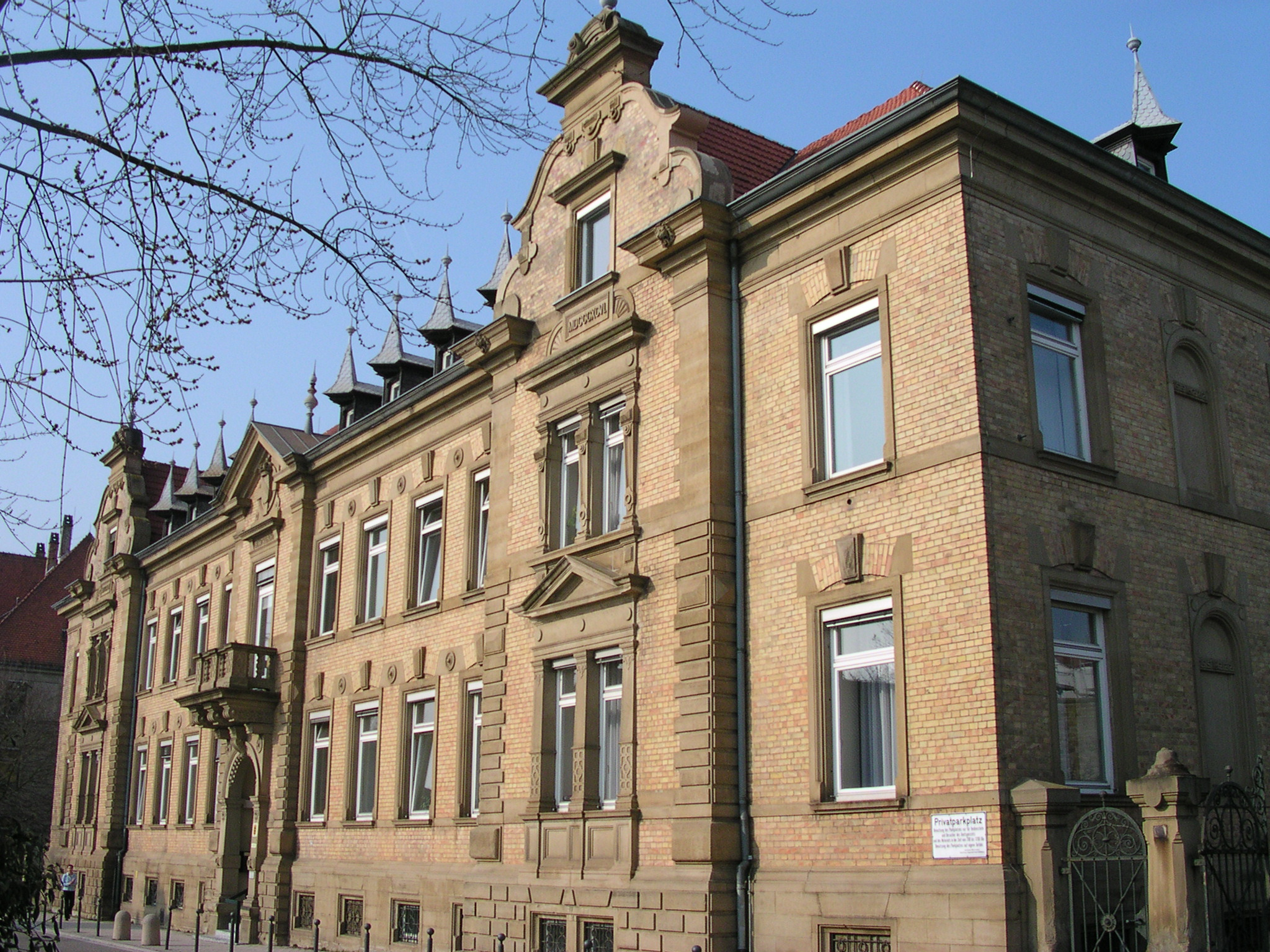
Amtsgericht Sinsheim

Die Stadt ist Sitz des Amtsgerichts Sinsheim, das zum Landgerichtsbezirk Heidelberg gehört. In der Stadt befinden sich ferner ein Finanzamt und eine Außenstelle des Landratsamts Rhein-Neckar-Kreis.

### Gesundheitsversorgung
Die Stadt ist ein Standort der Gesundheitszentren Rhein-Neckar, der die GRN-Klinik Sinsheim, eine angegliederte geriatrische Rehaklinik und das GRN-Betreuungszentrum Sinsheim umfasst. Im Stadtgebiet gibt es mehrere Einrichtungen der ambulanten und stationären Pflege. Ein Hospiz befindet sich im Bau.

### Bildung
Sinsheim ist traditionell eine Schulstadt für das gesamte Umland. Die Stadtverwaltung ist Schulträger bzw. Standort mehrerer Gymnasien (Wilhelmi-Gymnasium (allgemeinbildendes Gymnasium), Friedrich-Hecker-Schule (technisches Gymnasium), Max-Weber-Schule (Wirtschaftsgymnasium) und Albert-Schweitzer-Schule (sozialwissenschaftliches Gymnasium)); außerdem der Kraichgau-Realschule, der Carl-Orff-Schule (Sonderpädagogisches Bildungs- und Beratungszentrum mit Förderschwerpunkt Lernen) sowie von zwei Grund- und Werkrealschulen (Schule am Giebel Steinsfurt und Theodor-Heuss-Schule Sinsheim). Ferner gibt es Grundschulen in den Stadtteilen Dühren, Eschelbach, Hilsbach-Weiler, Hoffenheim, Reihen (Wingertsbergschule), Rohrbach und Waldangelloch.
Im Beruflichen Schulzentrum des Rhein-Neckar-Kreises umfasst die Max-Weber-Schule zusätzlich die Kaufmännische Schule mit Berufsschule und Berufskolleg, die Friedrich-Hecker-Schule eine Gewerbliche Schule mit Berufsschulen, Berufskolleg und die Albert-Schweitzer-Schule als Hauswirtschaftliche Schule Berufsfachschulen und Berufskollegs für Pflege und Erziehung. Der Rhein-Neckar-Kreis ist auch Schulträger der Steinsberg-Schule (Sonderpädagogisches Bildungs- und Beratungszentrum mit Förderschwerpunkt geistige Entwicklung).
Darüber hinaus gibt es zwei private Schulen in den Gebäuden des ehemaligen Benediktinerstifts: das Berufliche Sonderpädagogische Bildungs- und Beratungszentrum mit Förderschwerpunkt emotionale und esoziale Entwicklung des Landesjugendheims Stift Sunnisheim und die Private Schule am Michaelsberg (Sonderpädagogisches Bildungs- und Beratungszentrum mit Förderschwerpunkt emotionale und soziale Entwicklung).

## Persönlichkeiten

### Ehrenbürger
Die Stadt hat folgenden Personen das Ehrenbürgerrecht verliehen:
- 1859: Wilhelm Laurop, Bezirksförster
- 1871: Leopold Otto, Oberamtmann
- 1886: Carl Albert Ihm, Ingenieur
- 1894: Louis Bergdoll, Bierbrauer
- 1924: Georg Christmann, Hauptlehrer
- 1924: Adam Ullrich, Hauptlehrer
- 1932: Ambros Saur, Oberlehrer
- 1932: Franz Fischer, Arzt
- 1932: Wilhelm Eisen, evang. Dekan
- 1944: Walter Stein, Oberst a. D.
- 1955: Georg Zink, Begründer der Vereinigung der Freunde Sinsheimer Geschichte und des Stadtarchivs
- 1963: August Ratzel, Professor
- 1972: Else Schwenn, Schulrätin
- 1973: Eugen Dürrwächter, Unternehmer
- 1975: Friedrich Hub, Heimatforscher
- 1980: Helmut Gmelin, Oberbürgermeister a. D.
- 1988: Paul Herrmann, Landrat a. D.
- 2000: Hans Appenzeller, Stadtrat und Heimatforscher
- 2004: Horst Sieber, Oberbürgermeister a. D.
- 2005: Wilhelm Bauer, Heimatforscher
- 2015: Dietmar Hopp, Unternehmer und Mäzen

Im März 1933 wurden außerdem zu Ehrenbürgern:
- Paul von Hindenburg, Reichspräsident
- Adolf Hitler, Reichskanzler und Führer
- Franz Seldte, Stahlhelmgründer
- Robert Wagner, Reichsstatthalter und Gauleiter

Im Mai 1946 wurde ihnen die Würde wieder aberkannt. Nur Hindenburg blieb Ehrenbürger.

### Träger der Karl-Wilhelmi-Ehrenmünze
Die Stadt verleiht außerdem seit 1969 an Personen, die sich besondere Verdienste um die Stadt und ihrer Bürgerschaft erworben haben, die Karl-Wilhelmi-Ehrenmünze. Sie ist benannt nach Karl Wilhelmi, dem in Sinsheim verstorbenen Altertumsforscher. Diese Auszeichnung erhielten bislang folgende Personen:
- 1972: Elisabeth Reeb, Heimatpflegerin
- 1973: Paul Herrmann, Landrat
- 1973: Helmut Gmelin, Oberbürgermeister
- 1975: August Petri, Stadtrat
- 1984: Katharina Zimmermann, Heimatforscherin
- 1984: Walter Barth, Heimatpfleger
- 1984: Adam Schlitt, Heimatforscher
- 1985: Ludwig Schumacher, Stadtrat
- 1987: Johann Appenzeller, Stadtrat und Heimatforscher
- 1994: Wilhelm Bauer, Heimatforscher
- 1995: Ernst Müller, Bürgermeister
- 1998: Horst Sieber, Oberbürgermeister
- 2001: Gerhard Weiser, Landtagsabgeordneter
- 2002: Eberhard Layher, Unternehmer und Gründer des Auto- und Technik-Museums
- 2003: Klaus Finck, Veterinär und Buchautor
- 2005: Emil Schumacher, Heimatforscher
- 2010: Ferenc Feigli, ehemaliger Bürgermeister der Städtepartnerschaft
- 2015: Inge Holder, Stadträtin
- 2015: Helmut Göschel, Stadtrat
- 2015: Richard Spranz, Stadtrat
- 2017: Hartmut Riehl, Heimatforschern
- 2023: Thorsten Seeker, Rechtsanwalt und langjähriger 1. Vorsitzender des Wirtschaftsforums Sinsheim
- 2024: Jörg Albrecht, Oberbürgermeister

### Söhne und Töchter der Stadt
- Hans Seyfer (um 1460–1509), Steinbildhauer und Holzschnitzer
- Ottmar Stab der Jüngere (1543–nach 1610), Poeta laureatus
- Jakob Friedrich Rausmüller (1767–1846), Gastwirt in Meckesheim, dort auch Bürgermeister von 1814 bis 1828, Landtagsabgeordneter 1818–1823
- Jakob David Greiff (1776–1865), Posthalter in Wiesloch und badischer Landtagsabgeordneter 1837–1840
- Ludwig Griesselich (1804–1848), Botaniker und Homöopath
- Carl Friedrich Schuster (1823–1891), Oberbürgermeister von Freiburg und Mitglied des Deutschen Reichstags
- Franz Sigel (1824–1902), Freiheitskämpfer und später amerikanischer Nordstaatengeneral
- Emil Fieser (1835–1904), Reichstags- und Landtagsabgeordneter
- Johann Ritter und Edler von Braun (1867–1938), Generalleutnant, erster Chef des Heerespersonalamtes der Reichswehr
- Karl Sidler (1875–1930), Jurist und Politiker
- August Karolus (1893–1972), Physiker
- Franz Bachelin (1895–1980), Filmarchitekt
- Emil Rupp (1898–1979), Physiker
- David Heinz Gumbel (1906–1992), Silberschmied und Designer in Israel
- Wilhelm Bauer (1924–2013), Heimatforscher
- Frido Lehr (1928–2018), Bildhauer
- Erich Kronauer (1930–2024), Manager und Stifter
- Norbert Kapferer (1948–2018), Philosophiehistoriker und Politikwissenschaftler
- Volker Kauder (* 1949), Politiker, ehemaliger Generalsekretär der CDU und von 2005 bis 2018 Vorsitzender der CDU/CSU-Bundestagsfraktion
- Bernd Beetz (* 1950), Geschäftsmann
- Werner Schubert (* 1953), Altphilologe
- Andreas Holschuh (1957–1996), Lyriker
- Thomas Brandmeier (* 1961), Ingenieurwissenschaftler
- Jürgen Daiber (* 1961), Literaturwissenschaftler
- Klaus Holaschke (* 1962), Oberbürgermeister von Eppingen
- Peter Krauth (* 1961) und Thomas Walter (* 1962) von der links-terroristischen Vereinigung Das K.O.M.I.T.E.E.
- Sönke Brandschwert (* 1965), Krimiautor
- Jochen Heisig (* 1965), Fußballspieler
- Matto Barfuss (* 1970), Künstler, Kunstmaler, Fotograf, Filmemacher, Artenschützer und Autor
- Kurt Holzkämper (* 1971), Musiker
- Roland Wester (* 1971), Physiker
- Markus Frick (* 1972), Ex-TV-Moderator, Börsenspekulant, Börsenbrief- und Börsenbuchautor
- Ulrich Schneider (* 1972), Politiker (Bündnis 90/Die Grünen)
- Tobias Schuckert (* 1975), evangelischer Theologe, Missionswissenschaftler, Professor für Interkulturelle Theologie und Religionswissenschaft an der Internationalen Hochschule Liebenzell und Autor
- Ulrich Lechte (* 1977), Politiker (FDP)
- Christian Eichner (* 1982), Fußballspieler
- Sebastian Hofmann (* 1983), Fußballspieler
- Matthias Krieger (* 1984), Judoka und Paralympionike
- Laura Carbone (* 1986), Musikerin
- Claudio Bellanave (* 1991), Fußballspieler
- Christopher Noe (* 1996), Schachspieler
- Janina Müller (* 1998), Fußballspielerin
- Sarai Linder (* 1999), Fußballspielerin
- Andreas Müller (* 2000), Fußballspieler
- Luka Đurić (* 2003), Fußballspieler

### Mit Sinsheim in Beziehung stehende Personen
- Ottmar Stab († 1585), um 1540 reformatorisch gesinnter Pfarrer in Sinsheim, später kurpfälzischer Hofprediger
- Reinhard Wolf (1589–1637), 1611 Diakon und Pfarrer in Sinsheim
- Karl Wilhelmi (1786–1857), Pfarrer in Sinsheim und Begründer der Altertumsforschung in Süddeutschland
- Franz Eschle (1859–1918), Mediziner und Direktor der Kreispflegeanstalt
- Karl Bornhäuser (1868–1947), evangelischer Theologe; zeitweilig Pfarrer in Sinsheim
- Adam Schlitt (1913–1990), Lehrer und Heimatforscher
- Gerhard Weiser (1931–2003), ehemaliger Landwirtschaftsminister des Landes Baden-Württemberg; starb in Sinsheim
- Werner Fischer (* 1939), ehemaliger Rektor der FH Karlsruhe; Abitur am Wilhelmi-Gymnasium
- Dietmar Hopp (* 1940), Mitbegründer der SAP; in Sinsheim-Hoffenheim aufgewachsen und besuchte das Wilhelmi-Gymnasium
- Joy Fleming (1944–2017), deutsche Jazz-, Blues- und Schlagersängerin, lebte in Sinsheim
- Wolfgang Welsch (* 1944), Politologe, Publizist und ehemaliger Fluchthelfer; lebt in Sinsheim
- Thomas Erle (* 1952), Schriftsteller und Krimiautor; in Sinsheim aufgewachsen, Abitur am Wilhelmi-Gymnasium
- Hans Michael Franke (1963–2014), Bildhauer; lebte und arbeitete in Sinsheim-Weiler
- Thomas Schleh (* 1964), Musiker und Diskotheken-Betreiber in Sinsheim
- Axel Schock (* 1965), Autor und Journalist; Abitur am Wilhelmi-Gymnasium, zeitweilig Mitarbeiter der Regionalredaktion Sinsheim der Rhein-Neckar-Zeitung
- Bodo Schiffmann (* 1968), Führungsfigur der Corona-Leugner-Szene; betrieb eine Arztpraxis in der GRN-Klinik Sinsheim
- Golineh Atai (* 1974), Fernsehjournalistin; in Sinsheim-Hoffenheim aufgewachsen und besuchte das Wilhelmi-Gymnasium